# 社台ファーム
社台ファーム（しゃだいファーム、Shadai Farm）は北海道千歳市にある競走馬の生産牧場である。かつて千葉県富里市に存在した社台ファームの前身である千葉社台牧場及び社台ファーム千葉、1971年から1978年までアメリカで所有していたフォンテンブローファーム（Fontainebleau Farm）についてもここで述べる。
国内生産馬を「社台ファーム」表記、海外生産馬を「Shadai Farm」表記としている。例えば、イギリス生産のエリザベスタワーは「Shadai Farm」表記である。
JRAにおいて数多くのGI馬を輩出してきた社台グループの一角である。また、サンデーサイレンスを筆頭とした海外種牡馬の導入により、日本競馬の発展に大きく貢献している。
なお、社台ファームと名前が似ている社台牧場は、代表者同士が親戚でありかつては同一組織であったが、社台グループには属さず、現在は全く別の牧場である。

## 歴史

### 千葉社台牧場時代
- 1955年 - 吉田善哉が自身の父である吉田善助が創業した社台牧場[10]より独立し、千葉県富里市に千葉社台牧場を設立[1]。

　千葉社台牧場の独立前の歴史は社台牧場を参照
- 1957年 - 40haの千葉社台牧場のうち25haの土地を売却し、その資金で北海道白老町に新たな75haの土地を購入。千葉社台牧場社台分場として開設[1]。また、フランスより種牡馬パールダイヴァー[11][12]を輸入。

　千葉社台牧場社台分場の歴史は白老ファームを参照
- 1961年 - アイルランドより種牡馬ガーサント[13][14]を輸入。後に1969年のリーディングサイアーを獲得。

### 社台ファーム千葉時代
- 1962年 - 千葉社台牧場を社台ファーム千葉、千葉社台牧場社台分場を社台ファーム白老と改称。
- 1967年 - 北海道早来町に社台ファーム早来を開設[1]。

　社台ファーム早来の歴史はノーザンファームを参照
- 1969年 - シャダイターキン[15][16]で優駿牝馬（オークス）を制覇し、クラシック競走を初制覇。

### フォンテンブローファーム時代
- 1971年 - アメリカにフォンテンブローファームを開場し、善哉の長男である吉田照哉が代表となる。北海道千歳市に新たな牧場の建設を開始[1]。
- 1975年 - 引退後のノーザンテースト[17][18]を種牡馬として輸入。後に1982-1988,1990-1992年のリーディングサイアーを獲得。

### 社台ファーム千歳時代

社台サラブレッドクラブ（社台レースホース）の勝負服

- 1978年 - フォンテンブローファームを売却。社台ファーム千歳を開設。
- 1980年 - 社台ダイナースサラブレッドクラブ（現在の社台サラブレッドクラブ[3]）を設立[1]。
- 1986年 - ダイナガリバー[19][20]で東京優駿（日本ダービー）を初制覇。
- 1989年 - アメリカより種牡馬サンデーサイレンス[8][9]を導入。後に1995-2007年のリーディングサイアーを獲得。
- 1992年 - 宮城県山元町に山元トレーニングセンター[21]を開設[1]。
- 1993年8月13日 - 創業者吉田善哉が死去。

### 社台ファーム時代
- 1994年 - 社台グループの分割・再編により社台ファーム千歳が社台ファーム、社台ファーム早来がノーザンファーム[22]、社台ファーム白老が白老ファーム[23]となり、吉田照哉が社台ファームの代表となる[1]。
- 1997年 - 北海道日高町に日高社台ファーム[24]を開設[1]。
- 2001年 - 滋賀県甲賀市のグリーンウッド・トレーニング[25]に預託を開始。
- 2003年 - 北海道日高町に社台ブルーグラスファーム[24]を開設[1]。
- 2004年 - ダンスインザムード[26][27]で桜花賞を制覇し、八大競走を完全制覇。
- 2006年 - ハーツクライ[28][29]でドバイシーマクラシックを制覇し、海外GIを初制覇。
- 2024年6月1日 - 三重県鈴鹿市に鈴鹿トレーニングセンターを開設[30][31]。

## 代表者
吉田照哉（よしだ てるや）

## 本場以外の施設・関連会社

### 事業所
- 山元トレーニングセンター（宮城県亘理郡元町坂元字一ツ橋1）[21]
- 鈴鹿トレーニングセンター（三重県鈴鹿市伊船町151）
- 日高社台ファーム（北海道沙流郡日高町門別本町16）[24]
- グリーンウッド・トレーニング（滋賀県甲賀市甲南町稗谷1970）[25]
- 社台ブルーグラスファーム（北海道沙流郡日高町字旭町23）[24]
- 社台ブラッドメア（北海道千歳市東丘1288-140）

### 関連会社
- 有限会社社台サラブレッドクラブ（東京都港区六本木5-17-9 社台ビル）[3]
- 有限会社社台レースホース（東京都港区六本木5-17-9 社台ビル）[4]

## 日本中央競馬会（JRA）での実績
括弧内は生産牧場ランキングにおける社台ファームの順位
| 年度   | 出走頭数     | 出走回数      | 勝馬頭数     | 勝利回数     | 賞金（本賞＋付加賞）    |
| ------ | ------------ | ------------- | ------------ | ------------ | ----------------------- |
| 2001年 | 314頭（1位） | 1573回（1位） | 125頭（1位） | 185回（1位） | 42億1272万円（1位）     |
| 2002年 | 332頭（2位） | 1740回（2位） | 129頭（2位） | 189回（1位） | 43億3976万円（1位）     |
| 2003年 | 378頭（1位） | 1851回（2位） | 155頭（1位） | 227回（1位） | 48億1851万円（1位）     |
| 2004年 | 415頭（2位） | 1936回（2位） | 149頭（2位） | 209回（2位） | 52億4719万円（2位）     |
| 2005年 | 464頭（2位） | 2277回（2位） | 193頭（2位） | 263回（2位） | 55億8401万円（2位）     |
| 2006年 | 531頭（1位） | 2683回（1位） | 211頭（2位） | 295回（2位） | 66億5157万円（2位）     |
| 2007年 | 551頭（2位） | 2560回（2位） | 221頭（1位） | 314回（2位） | 69億8435万円（2位）     |
| 2008年 | 625頭（1位） | 2973回（1位） | 234頭（1位） | 337回（1位） | 74億3556万円（2位）     |
| 2009年 | 669頭（1位） | 3136回（1位） | 256頭（1位） | 355回（2位） | 76億319万円（1位）      |
| 2010年 | 738頭（1位） | 3362回（1位） | 279頭（1位） | 393回（2位） | 82億725万円（1位）      |
| 2011年 | 815頭（1位） | 3607回（1位） | 304頭（1位） | 401回（1位） | 81億5694万円（2位）     |
| 2012年 | 856頭（1位） | 3842回（1位） | 272頭（2位） | 357回（2位） | 77億7292万円（2位）     |
| 2013年 | 869頭（2位） | 3942回（1位） | 297頭（1位） | 383回（1位） | 78億2978万円（2位）     |
| 2014年 | 884頭（2位） | 4171回（2位） | 287頭（2位） | 380回（2位） | 77億3964万円（2位）     |
| 2015年 | 915頭（2位） | 4203回（2位） | 279頭（2位） | 367回（2位） | 78億9516万円（2位）     |
| 2016年 | 879頭（2位） | 4073回（2位） | 253頭（2位） | 326回（2位） | 71億3391万円（2位）     |
| 2017年 | 887頭（2位） | 3837回（2位） | 240頭（2位） | 308回（2位） | 63億7163万円（2位）     |
| 2018年 | 884頭（2位） | 3787回（2位） | 235頭（2位） | 311回（2位） | 63億4538万円（2位）     |
| 2019年 | 863頭（2位） | 3622回（2位） | 236頭（2位） | 308回（2位） | 60億4959万円（2位）     |
| 2020年 | 838頭（2位） | 3500回（2位） | 223頭（2位） | 293回（2位） | 64億9048万円（2位）     |
| 2021年 | 855頭（2位） | 3701回（2位） | 244頭（2位） | 312回（2位） | 62億8164万円（2位）     |
| 2022年 | 891頭（2位） | 3771回（2位） | 273頭（2位） | 331回（2位） | 72億6252万円（2位）     |
| 2023年 | 860頭（2位） | 3740回（2位） | 252頭（2位） | 324回（2位） | 84億9783万円（2位）     |
| 2024年 | 863頭（2位） | 3588回（2位） | 244頭（2位） | 312回（2位） | 79億8479万6000円（2位） |

## 主な生産馬
括弧内は重賞（太字はGI、斜字は統一GI及びダートグレードJpnI）の勝ち鞍

### 千葉社台牧場時代の生産馬
- テツノオー（地方移籍後テツリュウ）（1960年産：1964年中京記念、サンケイ大阪杯、1965年開設記念、1966年報知グランプリカップ、東海菊花賞、1967年新春グランプリ、1968年新春杯）[56][57]
- ミハルカス（1960年産：1965年ダイヤモンドステークス、オールカマー）[58][59]

### 社台ファーム千葉時代の生産馬
- タイシュウ（1963年産：1966年きさらぎ賞、1968年京都大障害（春））[60][61]
- タイヨウ（1963年産：1967年宝塚記念、中京大賞典）[62][63]
- ハイアデス（1963年産：1965年京成杯3歳ステークス、1966年七夕賞）[64][65]
- ヤマニリユウ（1963年産：1966年京都記念（秋）、1967年金杯（西）、京都記念（春））[66][67]
- フイニイ（1964年産：1967年京都記念（秋）、阪神大賞典、1969年ハリウッドターフクラブ賞）[68][69]
- グローブターフ（1966年産：1969年愛知盃）[70][71]
- シャダイターキン（1966年産：1969年優駿牝馬）[15][16]
- ハイプリンス（1967年産：1969年北海道3歳ステークス、1970年シンザン記念）[72][73]
- キヨノサカエ（1970年産：1974年サンケイ大阪杯）[74][75]

### フォンテンブローファーム時代の生産馬
- ギャラントダンサー（1975年産：1977年朝日杯3歳ステークス）[76][77]

### 社台ファーム千歳時代の生産馬
社台ファーム白老の生産馬は白老ファーム、社台ファーム早来の生産馬はノーザンファームを参照

#### 1980年産
- ダイナマイン（1984年新潟記念、牝馬東京タイムズ杯）[78][79]
- マンノタロ（1984年北九州記念）[80][81]

#### 1982年産
- サクラサニーオー（1985年京成杯、1986年アルゼンチン共和国杯）[82][83]

#### 1983年産

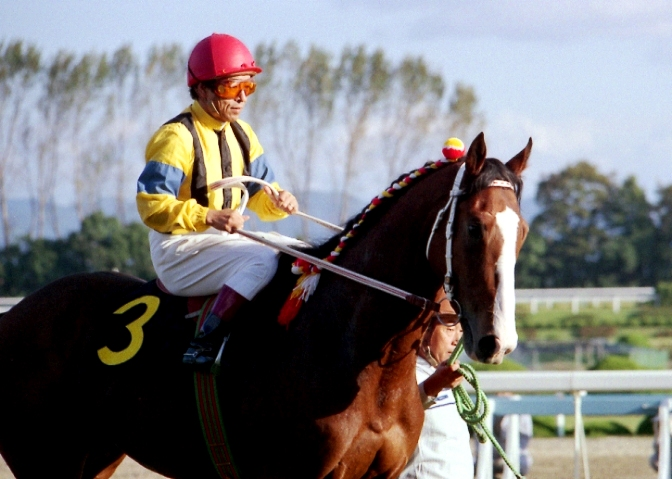
ダイナガリバー
1986年年度代表馬
1986年最優秀4歳牡馬

- ダイナアクトレス（1985年函館3歳ステークス、1987年京王杯オータムハンデキャップ、毎日王冠、1988年スプリンターズステークス、京王杯スプリングカップ）[84][85]
- ダイナガリバー（1986年共同通信杯4歳ステークス、東京優駿、有馬記念）[19][20]

#### 1984年産
- スルーオダイナ（1988年ステイヤーズステークス、1989年ダイヤモンドステークス、ステイヤーズステークス、1990年ダイヤモンドステークス）[86][87]

#### 1985年産
- スカーレットリボン（1988年報知杯4歳牝馬特別）[88][89]
- トウショウアロー（1989年中日新聞杯）[90][91]

#### 1986年産
- カッティングエッジ（1989年クイーンカップ）[92][93]
- スピークリーズン（1989年京成杯、函館記念）[94][95]
- センリョウヤクシャ（1990年阪急杯）[96][97]
- メインキャスター（1990年阪神牝馬特別）[98][99]

#### 1987年産
- ニフティニース（1991年関屋記念、セントウルステークス）[100][101]

#### 1988年産
- イブキマイカグラ（1990年阪神3歳ステークス、1991年弥生賞、NHK杯）[102][103]
- スカーレットブーケ（1990年札幌3歳ステークス、1991年クイーンカップ、1992年京都牝馬特別、中山牝馬ステークス）[104][105]
- ニフティダンサー（1994年七夕賞）[106][107]
- ブロードマインド（1993年東京障害特別（秋）、中山大障害（秋）、1994年東京障害特別（春）、中山大障害（春））[108][109]

#### 1989年産
- アドラーブル（1992年優駿牝馬）[110][111]
- エリザベスローズ（1993年セントウルステークス）[112][113]
- グレートリーフ（1995年東京障害特別（秋）、京都大障害（秋））[114][115]
- ディスコホール（1991年テレビ東京賞3歳牝馬ステークス、1992年報知杯4歳牝馬特別）[116][117]
- ナイキゴージャス（1991年青雲賞、1992年東京盃、グランドチャンピオン2000）[118][119]
- ノーザンコンダクト（1991年ラジオたんぱ杯3歳ステークス）[120][121]
- マイスタージンガー（1993年関屋記念、京王杯オータムハンデキャップ）[122][123]

#### 1990年産

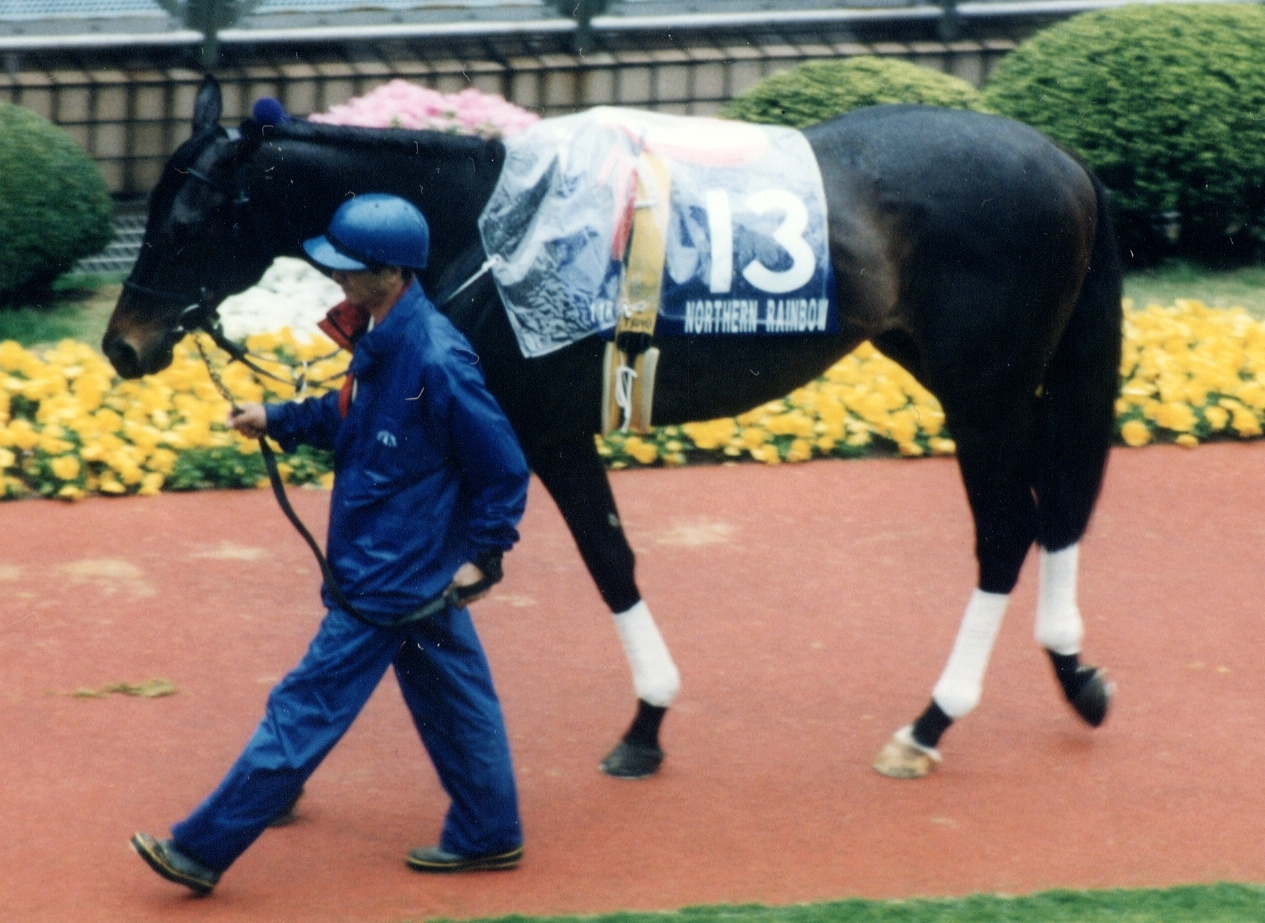
ノーザンレインボー
1998年最優秀障害馬

- アイリッシュダンス（1995年新潟大賞典、新潟記念）[124][125]
- スターバレリーナ（1993年ローズステークス）[126][127]
- ステージチャンプ（1994年日経賞、ステイヤーズステークス）[128][129]
- ノーザンレインボー（1998年中山大障害（春）、東京障害特別（秋））[130][131]

#### 1991年産
- エアダブリン（1994年青葉賞、ステイヤーズステークス、1995年ダイヤモンドステークス）[132][133]
- エクセレンスロビン（1993年新潟3歳ステークス）[134][135]
- シャイニンレーサー（1996年マーメイドステークス）[136][137]
- メローフルーツ（1993年札幌3歳ステークス）[138][139]

#### 1992年産

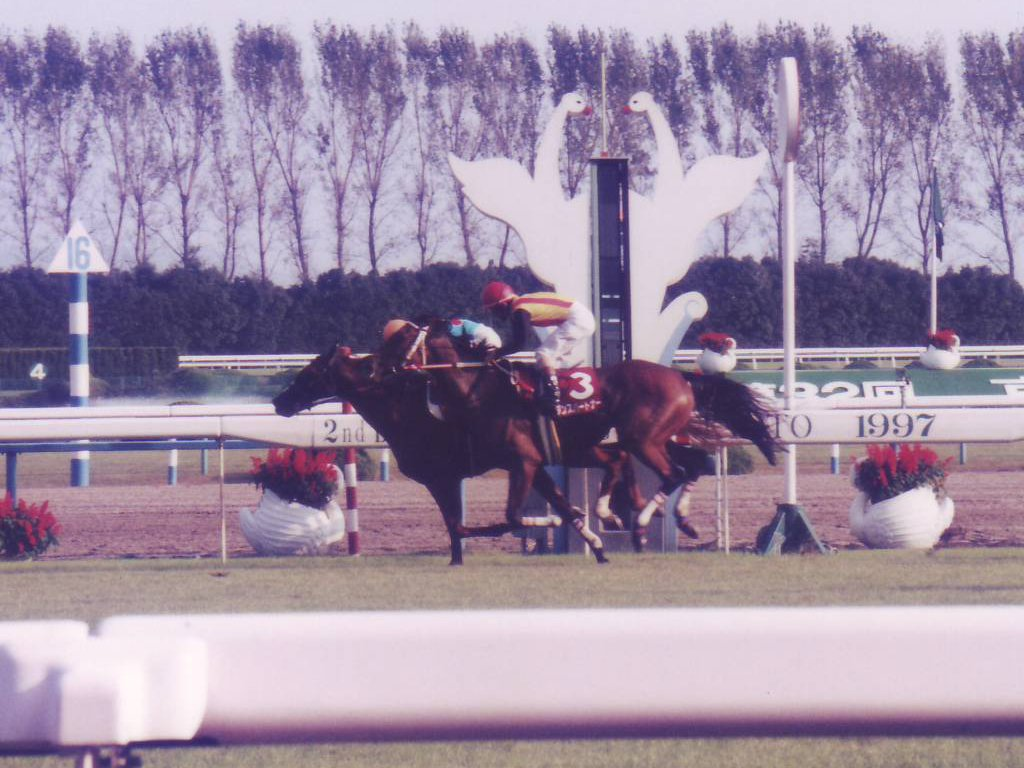
ダンスパートナー
1995年最優秀4歳牝馬
1996年最優秀5歳以上牝馬

- イブキインターハイ（1995年京都4歳特別）[140][141]
- サイレントハピネス（1995年サンケイスポーツ賞4歳牝馬特別、ローズステークス）[142][143]
- ジェニュイン（1995年皐月賞、1996年マイルチャンピオンシップ）[144][145]
- タヤスツヨシ（1994年ラジオたんぱ杯3歳ステークス、1995年東京優駿）[146][147]
- ダンスパートナー（1995年優駿牝馬、1996年京阪杯、エリザベス女王杯）[148][149]
- ファッションショー（1997年マリーンカップ）[150][151]
- フジキセキ（1994年朝日杯3歳ステークス、1995年弥生賞）[152][153]
- プライムステージ（1994年札幌3歳ステークス、フェアリーステークス）[154][155]

#### 1993年産

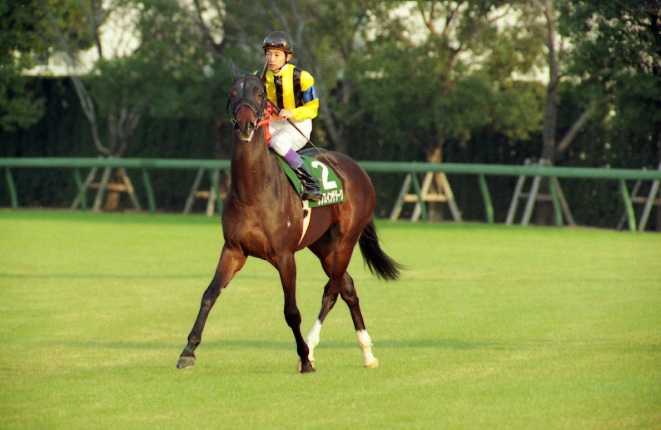
ダンスインザダーク
1996年最優秀4歳牡馬

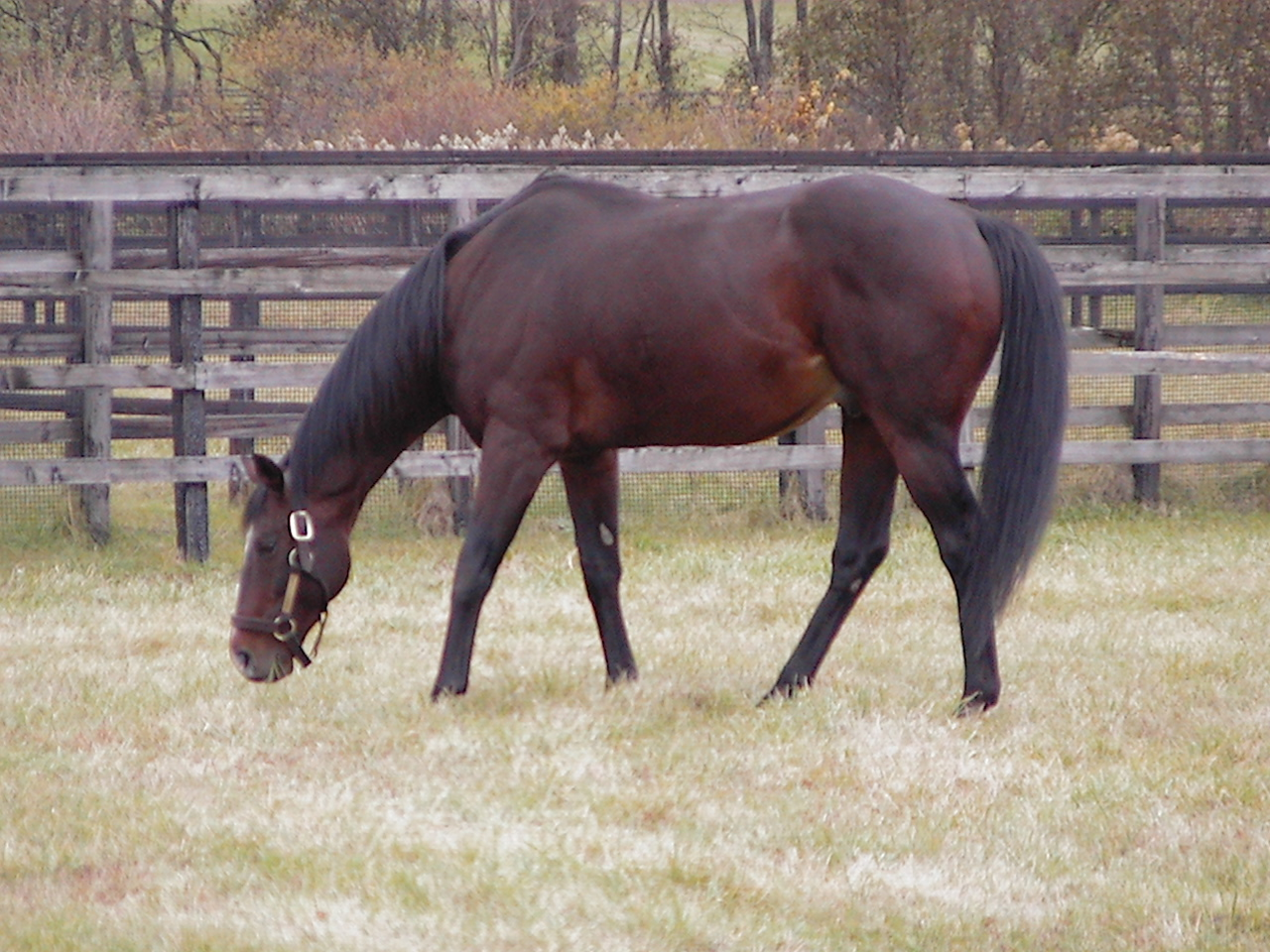
バブルガムフェロー
1995年最優秀3歳牡馬

- インターフラッグ（1998年ステイヤーズステークス、2001年東北サラブレッド大賞典）[156][157]
- センターライジング（1996年サンケイスポーツ賞4歳牝馬特別）[158][159]
- ダンスインザダーク（1996年弥生賞、京都新聞杯、菊花賞）[160][161]
- バブルガムフェロー（1995年朝日杯3歳ステークス、1996年スプリングステークス、天皇賞（秋）、1997年鳴尾記念、毎日王冠）[162][163]

### 社台ファーム生産馬

#### 1994年産
- エアウイングス（1997年阪神牝馬特別）[164][165]
- オレンジピール（1997年クイーンカップ、チューリップ賞、サンケイスポーツ賞4歳牝馬特別）[166][167]

#### 1995年産

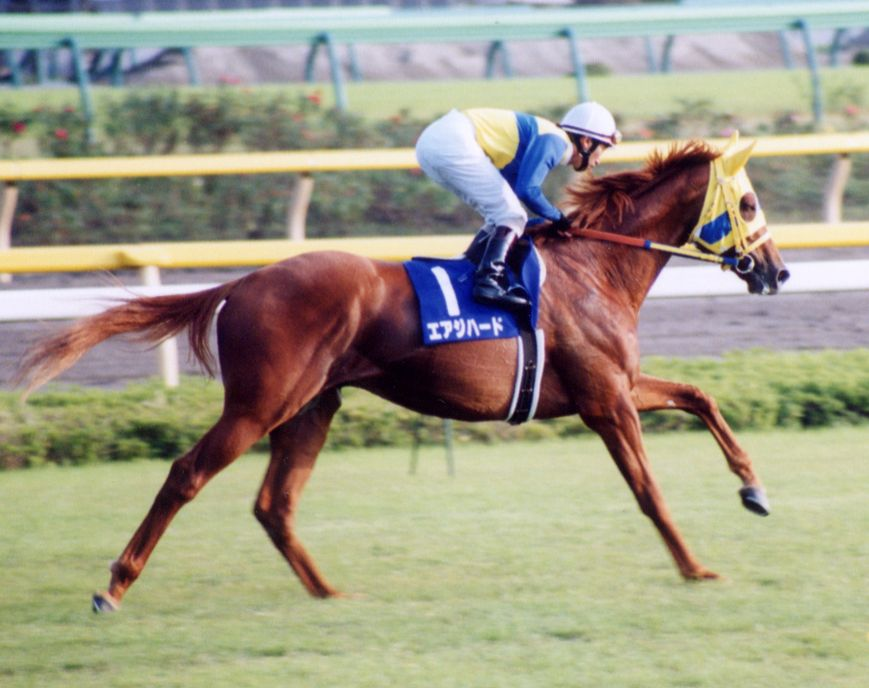
エアジハード
1999年最優秀短距離馬
1999年最優秀父内国産馬

- エアジハード（1998年富士ステークス、1999年安田記念、マイルチャンピオンシップ）[168][169]
- エアデジャヴー（1998年クイーンステークス）[170][171]
- タヤスメドウ（2000年新潟大賞典）[172][173]
- ディヴァインライト[174][175]
- マルカコマチ（1999年京都牝馬特別）[176][177]

#### 1996年産

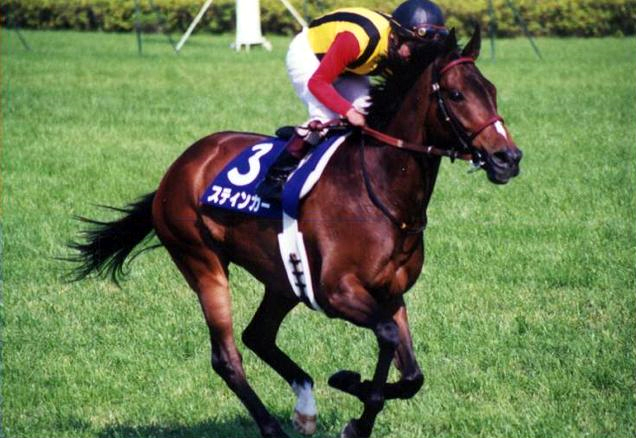
スティンガー
1998年最優秀3歳牝馬

- エアザイオン（1999年クイーンステークス）[178][179]
- エアピエール（2003年佐賀記念）[180][181]
- サイキョウサンデー（1999年中日スポーツ賞4歳ステークス）[182][183]
- サンデーピクニック（1999年クレオパトル賞（英語版））[184][185]
- スティンガー（1998年阪神3歳牝馬ステークス、1999年サンケイスポーツ賞4歳牝馬特別、2000年京都牝馬特別、京王杯スプリングカップ、2001年京王杯スプリングカップ）[186][187]
- スリリングサンデー[188][189]
- ビハインドザマスク（2000年セントウルステークス、2001年スワンステークス、2002年京都牝馬ステークス）[190][191]
- ペインテドブラック（1999年青葉賞、ステイヤーズステークス）[192][193]
- マルカキャンディ（2001年府中牝馬ステークス）[194][195]

#### 1997年産

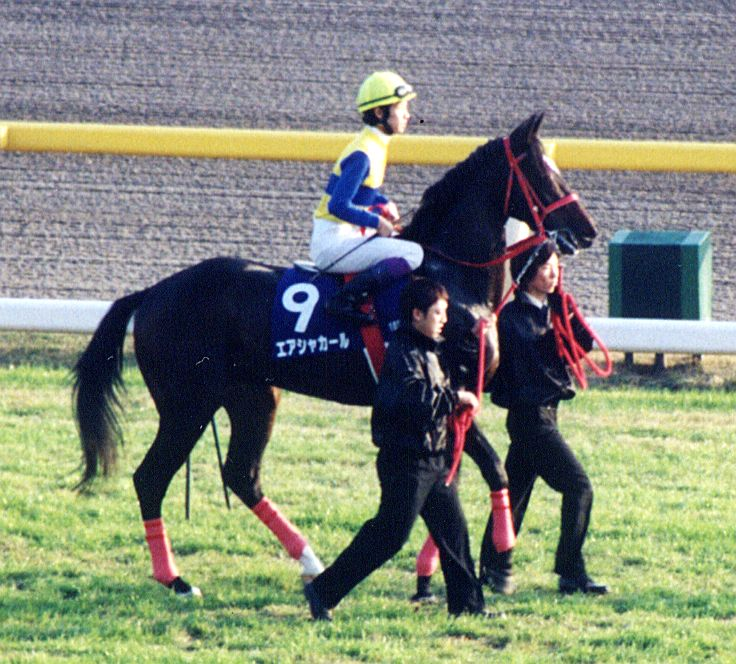
エアシャカール
2000年最優秀4歳牡馬

- アグネスフライト（2000年京都新聞杯、東京優駿）[196][197]
- エアシャカール（2000年皐月賞、菊花賞）[198][199]
- エアトゥーレ（2001年阪神牝馬ステークス）[200][201]
- グランパドドゥ（2001年中日新聞杯）[202][203]
- フサイチゼノン（2000年弥生賞）[204][205]
- マニックサンデー（2000年サンケイスポーツ賞4歳牝馬特別）[206][207]
- ルネッサンス（2000年ラジオたんぱ賞）[208][209]

#### 1998年産

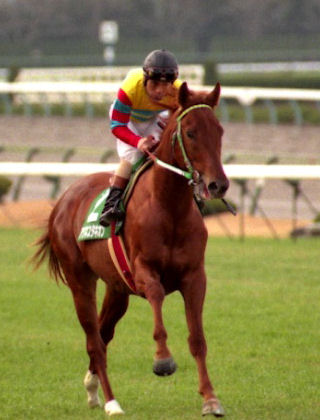
アグネスタキオン
2008年リーディングサイアー

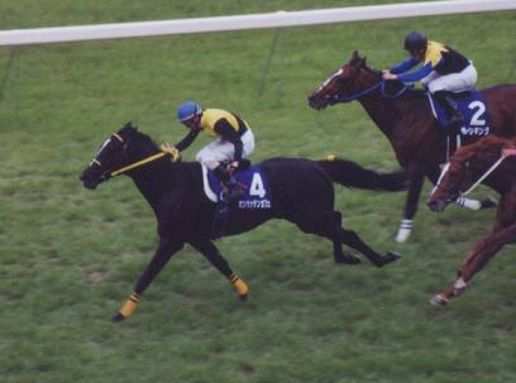
マンハッタンカフェ
2002年最優秀4歳以上牡馬
2009年リーディングサイアー

- アグネスゴールド（2001年きさらぎ賞、スプリングステークス）[210][211]
- アグネスタキオン（2000年ラジオたんぱ杯3歳ステークス、2001年弥生賞、皐月賞）[212][213]
- オンユアマーク（2002年東京記念、2004年九州大賞典、2005年九州大賞典、2006年はがくれ大賞典）[214][215]
- コイントス[216][217]
- ダイヤモンドビコー（2001年ローズステークス、2002年中山牝馬ステークス、府中牝馬ステークス、阪神牝馬ステークス）[218][219]
- ダイワルージュ（2000年新潟3歳ステークス）[220][221]
- タガノテイオー（2000年東京スポーツ杯3歳ステークス）[222][223]
- マンハッタンカフェ（2001年菊花賞、有馬記念、2002年天皇賞（春））[224][225]
- リキセレナード（2000年小倉3歳ステークス）[226][227]

#### 1999年産

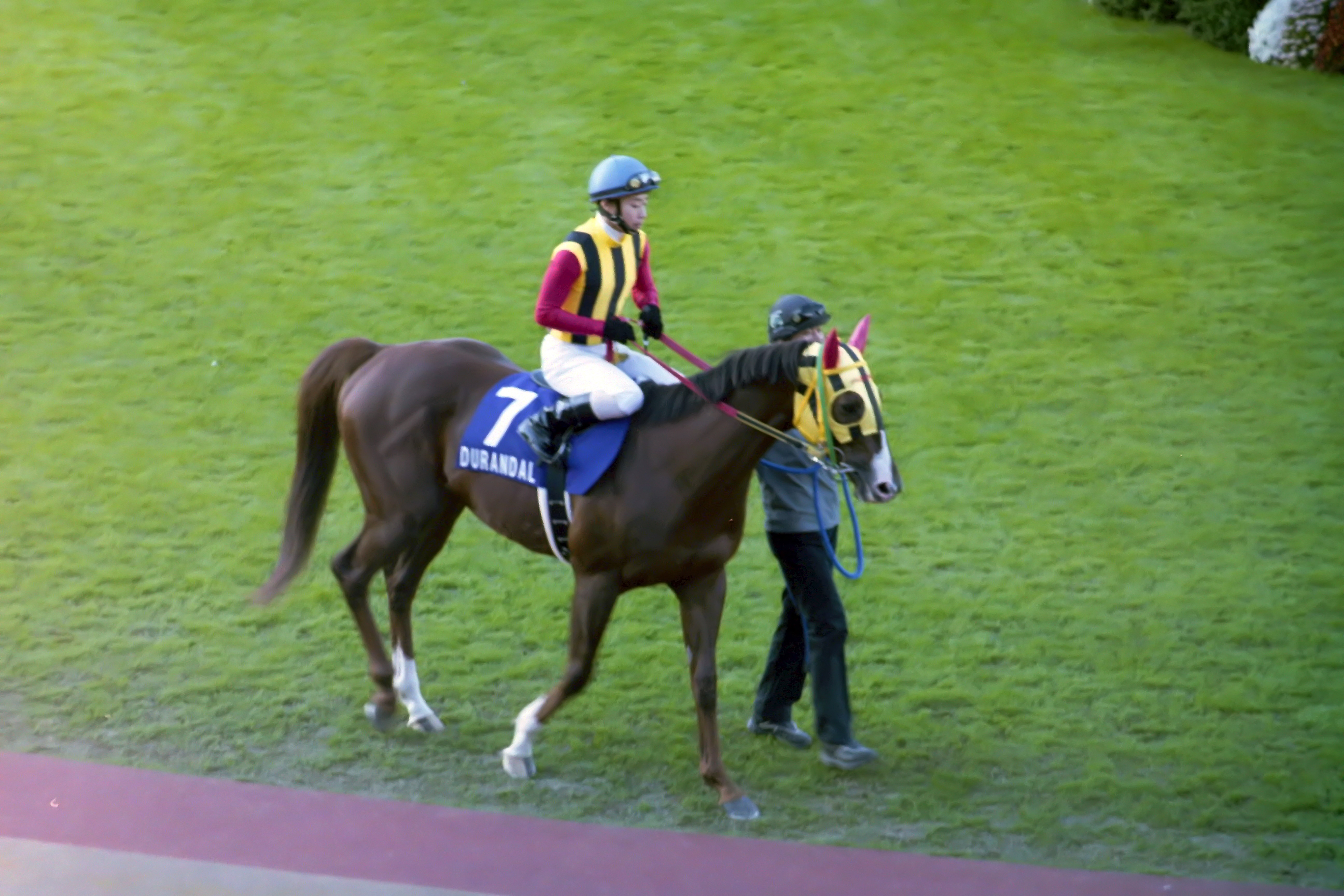
デュランダル
2003年最優秀短距離馬
2004年最優秀短距離馬

- アンドゥオール（2004年マーチステークス、東海ステークス）[228][229]
- イングランディーレ（2003年ダイヤモンドステークス、日経賞、ブリーダーズゴールドカップ、白山大賞典、2004年天皇賞（春））[230][231]
- シャイニンルビー（2002年クイーンカップ）[232][233]
- ダイワレイダース（2005年七夕賞）[234][235]
- デュランダル（2003年スプリンターズステークス、マイルチャンピオンシップ、2004年マイルチャンピオンシップ）[236][237]
- テレグノシス（2002年NHKマイルカップ、2003年京王杯スプリングカップ、2004年毎日王冠）[238][239]
- ピットファイター（2004年武蔵野ステークス、2005年アンタレスステークス、マーキュリーカップ）[240][241]
- プリンシパルリバー（2001年全日本2歳優駿、2002年羽田盃）[242][243]
- プレシャスカフェ（2004年CBC賞、2005年シルクロードステークス）[244][245]
- ヘルスウォール（2002年チューリップ賞）[246][247]
- リミットレスビッド（2006年ガーネットステークス、根岸ステークス、東京盃、兵庫ゴールドトロフィー、2007年黒船賞、東京盃、兵庫ゴールドトロフィー、2008年さきたま杯）[248][249]
- ローエングリン（2003年中山記念、マイラーズカップ、2005年マイラーズカップ、2007年中山記念）[250][251]

#### 2000年産

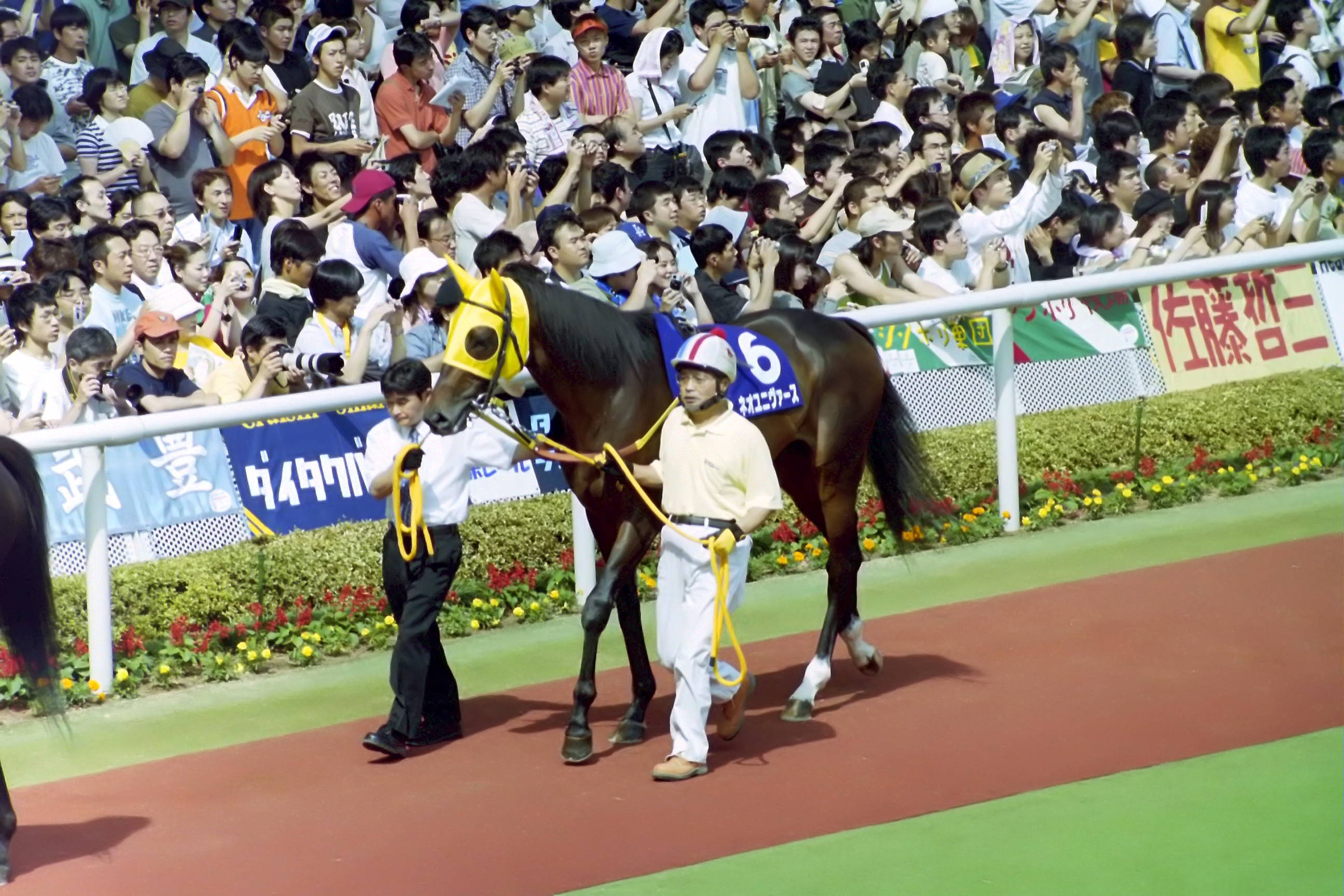
ネオユニヴァース
2003年最優秀3歳牡馬

- ザッツザプレンティ（2002年ラジオたんぱ杯2歳ステークス、2003年菊花賞）[252][253]
- スズノマーチ（2005年エプソムカップ）[254][255]
- ネオユニヴァース（2003年きさらぎ賞、スプリングステークス、皐月賞、東京優駿、2004年産経大阪杯）[256][257]
- ヒシアトラス（2005年平安ステークス、2006年マーチステークス、エルムステークス）[258][259]

#### 2001年産

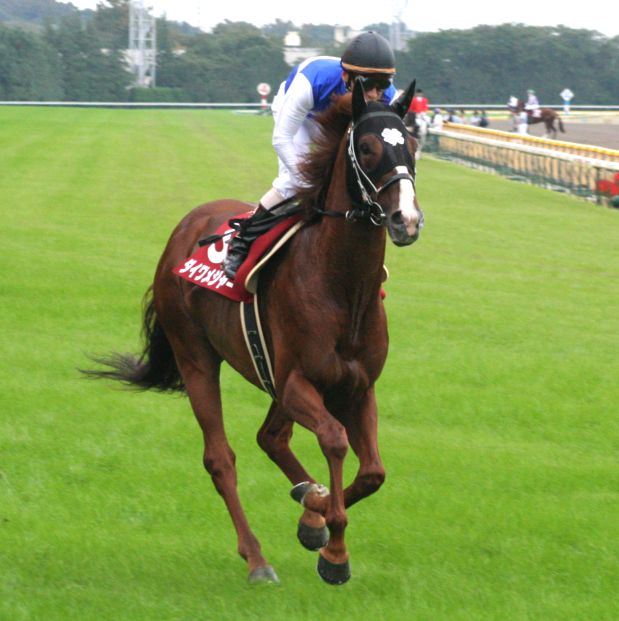
ダイワメジャー
2006年最優秀短距離馬
2007年最優秀短距離馬

ダンスインザムード
2004年最優秀3歳牝馬
2006年最優秀4歳以上牝馬

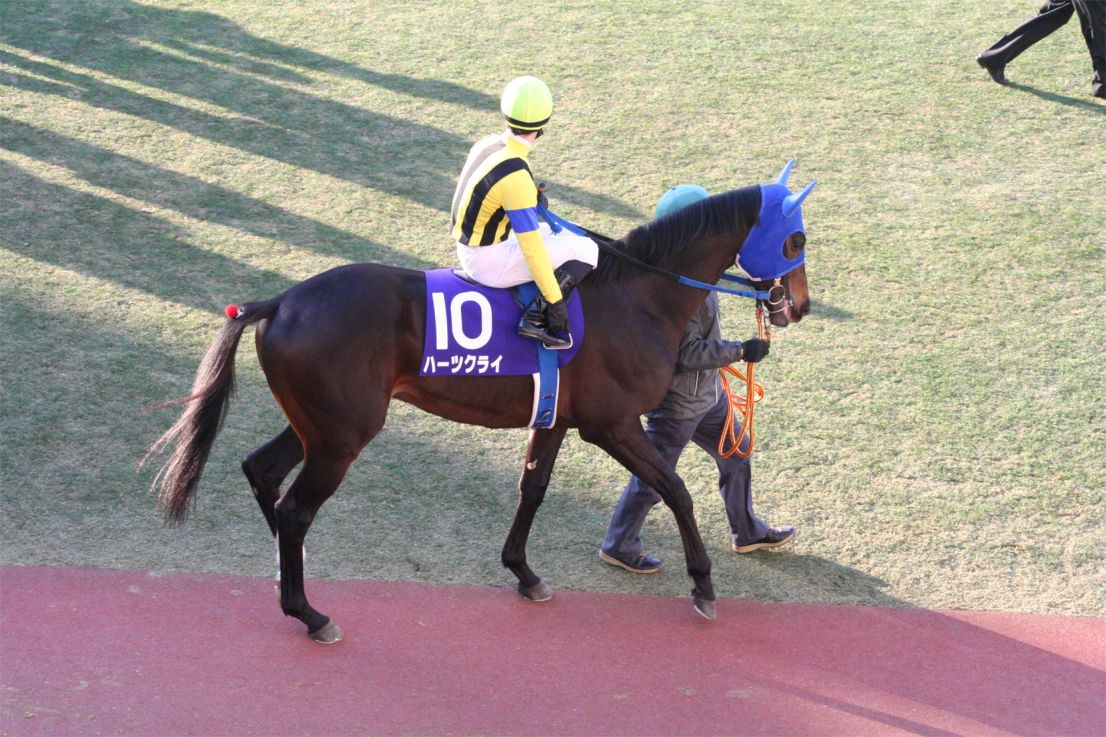
ハーツクライ
2005年最優秀4歳以上牡馬

- サンドロップ（2005年プリンセスエリザベスステークス、カーディナルハンデキャップ（英語版））[260][261]
- アグネスラズベリ（2007年函館スプリントステークス）[262][263]
- ウイングレット（2005年中山牝馬ステークス）[264][265]
- エアシェイディ（2008年アメリカジョッキークラブカップ）[266][267]
- ジュークジョイント（2008年北上川大賞典）[268][269]
- スウィフトカレント（2006年小倉記念）[270][271]
- ダイワメジャー（2004年皐月賞、2005年ダービー卿チャレンジトロフィー、2006年マイラーズカップ、毎日王冠、天皇賞（秋）、マイルチャンピオンシップ、2007年安田記念、マイルチャンピオンシップ）[272][273]
- ダンスインザムード（2004年フラワーカップ、桜花賞、2006年ヴィクトリアマイル、キャッシュコールマイル招待ステークス）[26][27]
- ハーツクライ（2004年京都新聞杯、2005年有馬記念、2006年ドバイシーマクラシック）[28][29]
- ハイアーゲーム（2004年青葉賞、2007年鳴尾記念）[274][275]
- ムーヴオブサンデー（2004年フィリーズレビュー）[276][277]
- レゴラス[278][279]

#### 2002年産

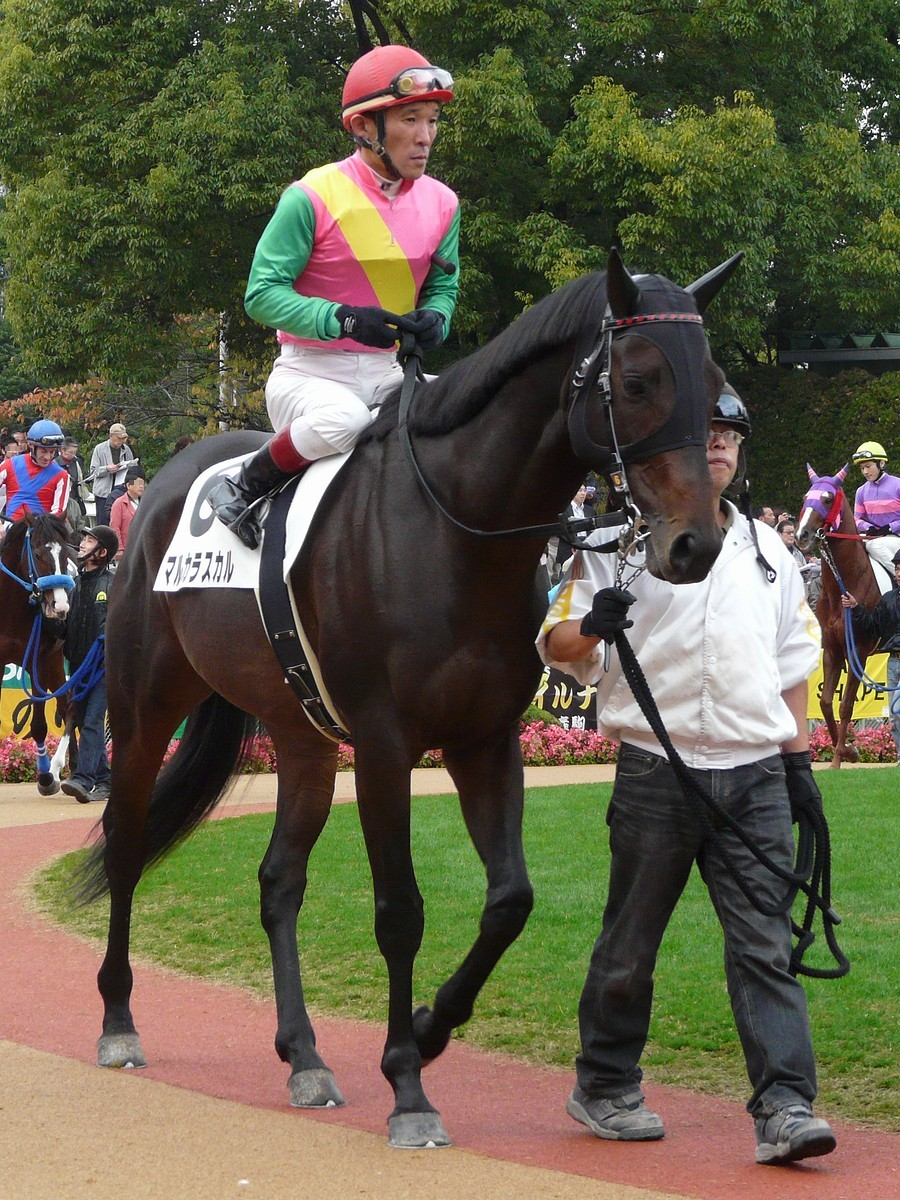
マルカラスカル
2006年最優秀障害馬

- アグネスジェダイ（2005年サマーチャンピオン、東京盃、2006年さきたま杯、北海道スプリントカップ、クラスターカップ、2007年北海道スプリントカップ）[280][281]
- エアメサイア（2005年ローズステークス、秋華賞）[282][283]
- シャドウゲイト（2007年中山金杯、シンガポール航空インターナショナルカップ、2010年中京記念）[284][285]
- デアリングハート（2006年クイーンステークス、府中牝馬ステークス、2007年府中牝馬ステークス）[286][287]
- トーセンダンス[288][289]
- マズルブラスト（2006年東京記念、2007年大井記念、2010年報知オールスターカップ、金盃、2011年大井記念）[290][291]
- マルカラスカル（2006年中山大障害、2008年中山グランドジャンプ）[292][293]
- ユメノシルシ（2007年新潟記念）[294][295]

#### 2003年産
- コイウタ（2006年クイーンカップ、2007年ヴィクトリアマイル）[296][297]
- サイレントプライド（2008年ダービー卿チャレンジトロフィー、富士ステークス）[298][299]
- シンゲン（2009年新潟大賞典、エプソムカップ、2010年オールカマー）[300][301]
- ファイングレイン（2008年シルクロードステークス、高松宮記念）[302][303]
- フサイチミライ（2008年兵庫サマークイーン賞、園田チャレンジカップ、2009年トゥインクルレディー賞）[304][305]
- プレミアムボックス（2008年オーシャンステークス、2009年CBC賞、京阪杯）[306][307]
- フレンドシップ（2006年ジャパンダートダービー）[308][309]
- マルカシェンク（2005年デイリー杯2歳ステークス、2008年関屋記念）[310][311]
- マンオブパーサー（2006年ダービーグランプリ、2010年報知グランプリカップ、吉野ヶ里記念、九州大賞典、2011年はがくれ大賞典）[312][313]
- ラピッドオレンジ（2008年TCK女王盃）[314][315]

#### 2004年産

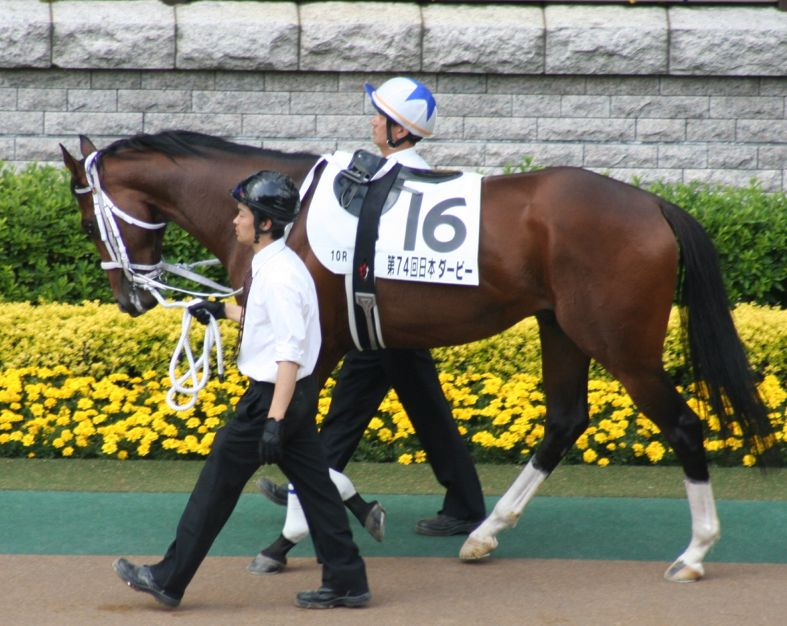
アサクサキングス
2007年最優秀3歳牡馬

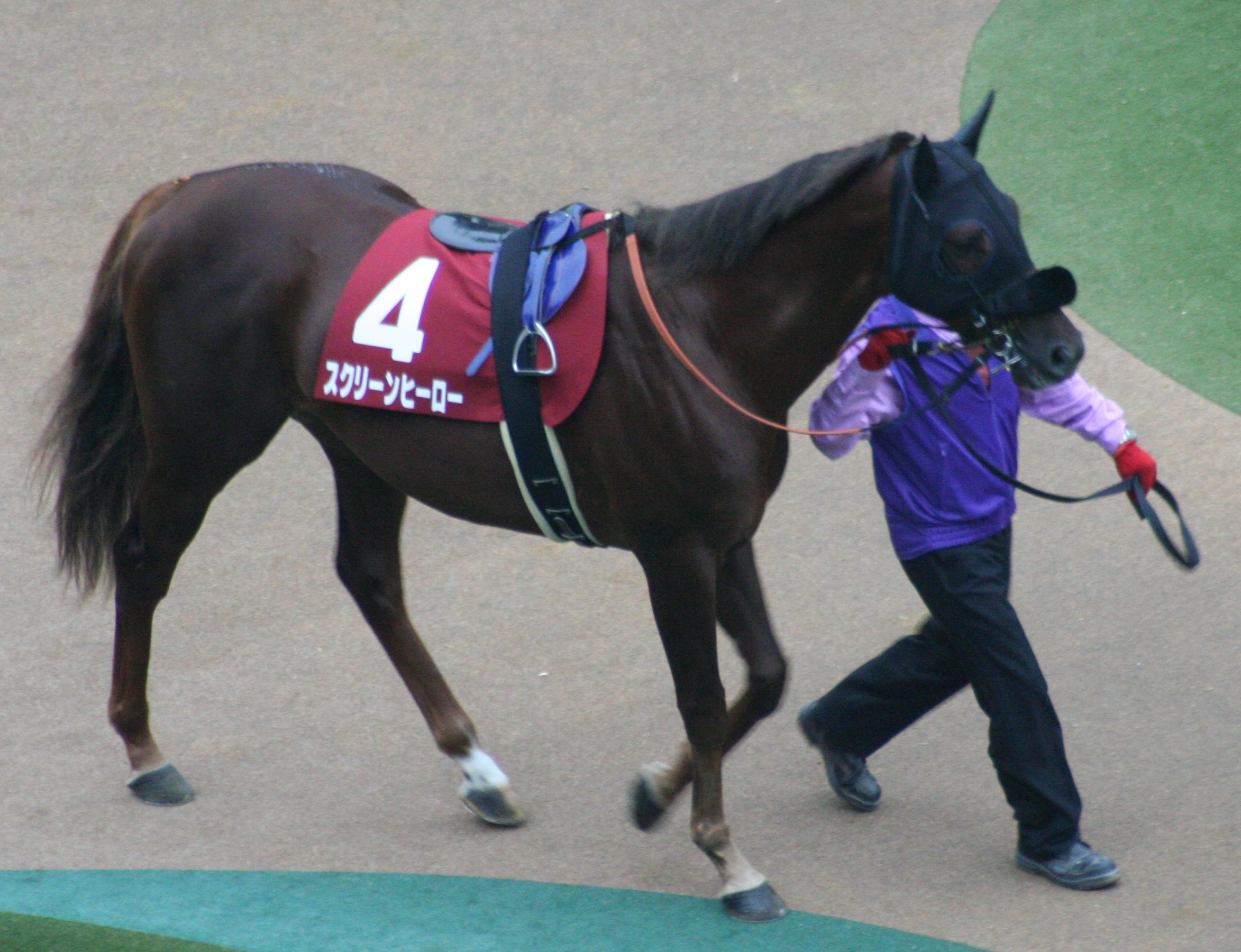
スクリーンヒーロー
2008年最優秀4歳以上牡馬

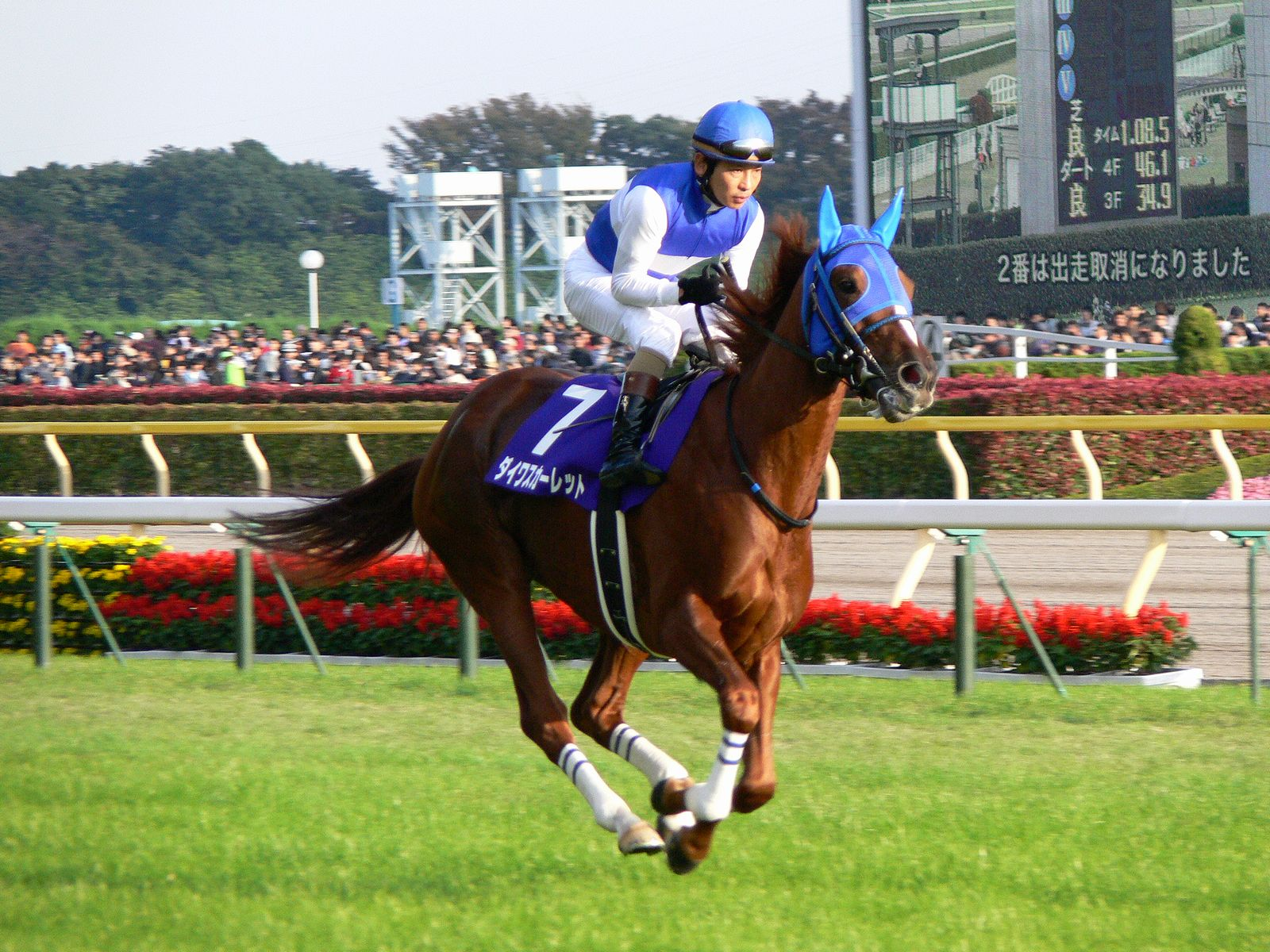
ダイワスカーレット
2007年最優秀3歳牝馬
2008年最優秀父内国産馬

- アーバニティ（2009年オーシャンステークス）[316][317]
- アサクサキングス（2007年きさらぎ賞、菊花賞、2009年京都記念、阪神大賞典）[318][319]
- アストンマーチャン（2006年小倉2歳ステークス、ファンタジーステークス、2007年フィリーズレビュー、スプリンターズステークス）[320][321]
- アブソリュート（2009年東京新聞杯、富士ステークス）[322][323]
- アルティマトゥーレ（2009年セントウルステークス、2010年シルクロードステークス）[324][325]
- エイジアンウインズ（2008年阪神牝馬ステークス、ヴィクトリアマイル）[326][327]
- オースミダイドウ（2006年デイリー杯2歳ステークス）[328][329]
- クィーンスプマンテ（2009年エリザベス女王杯）[330][331]
- ゴールドアグリ（2006年新潟2歳ステークス）[332][333]
- ザレマ（2009年京成杯オータムハンデキャップ）[334][335]
- ショウワモダン（2010年ダービー卿チャレンジトロフィー、安田記念）[336][337]
- スクリーンヒーロー（2008年アルゼンチン共和国杯、ジャパンカップ）[338][339]
- スターシップ（2012年報知オールスターカップ、2013年報知グランプリカップ）[340][341]
- ダイワスカーレット（2007年桜花賞、ローズステークス、秋華賞、エリザベス女王杯、2008年産経大阪杯、有馬記念）[342][343]
- タスカータソルテ（2007年京都新聞杯、2008年中京記念、札幌記念）[344][345]
- トーセンキャプテン（2007年アーリントンカップ、2008年函館記念）[346][347]
- フサイチオフトラ（2012年はがくれ大賞典）[348][349]
- ボランタス（2010年ゴールドカップ、2011年報知オールスターカップ、埼玉栄冠賞、浦和記念）[350][351]
- マルカハンニバル（2011年東海桜花賞）[352][353]
- ミリオンディスク（2009年カペラステークス、2010年北海道スプリントカップ）[354][355]

#### 2005年産
- キャプテントゥーレ（2007年デイリー杯2歳ステークス、2008年皐月賞、2009年朝日チャレンジカップ、2010年朝日チャレンジカップ）[356][357]
- シビルウォー（2011年ブリーダーズゴールドカップ、白山大賞典、2012年マーキュリーカップ、ブリーダーズゴールドカップ、2013年名古屋グランプリ）[358][359]
- スプリングソング（2010年京阪杯）[360][361]
- ダイワワイルドボア（2008年セントライト記念）[362][363]
- タケミカヅチ（2009年ダービー卿チャレンジトロフィー）[364][365]
- ディラクエ（2007年北海道2歳優駿、2008年京浜盃）[366][367]
- ロールオブザダイス（2010年平安ステークス）[368][369]

#### 2006年産
- アイアムカミノマゴ（2010年阪神牝馬ステークス）[370][371]
- イタリアンレッド（2011年七夕賞、小倉記念、府中牝馬ステークス）[372][373]
- エイブルインレース（2008年ジュニアグランプリ、2009年オパールカップ）[374][375]
- ゴールデンチケット（2009年兵庫チャンピオンシップ）[376][377]
- ジェルミナル（2009年フェアリーステークス）[378][379]
- ジャングルスマイル（2010年百万石賞、2011年百万石賞、イヌワシ賞、北國王冠、2012年オグリキャップ記念、百万石賞、2015年百万石賞、イヌワシ賞、北國王冠、2016年百万石賞、中日杯）[380][381]
- ストロングリターン（2011年京王杯スプリングカップ、2012年安田記念）[382][383]
- タッチミーノット（2013年中山金杯）[384][385]
- マルカフリート（2011年北海道スプリントカップ）[386][387]
- リーチザクラウン（2009年きさらぎ賞、2010年マイラーズカップ）[388][389]
- レッドディザイア（2009年秋華賞、2010年マクトゥームチャレンジラウンド3）[390][391]
- ワンカラット（2009年フィリーズレビュー、2010年函館スプリントステークス、キーンランドカップ、2012年オーシャンステークス）[392][393]

#### 2007年産

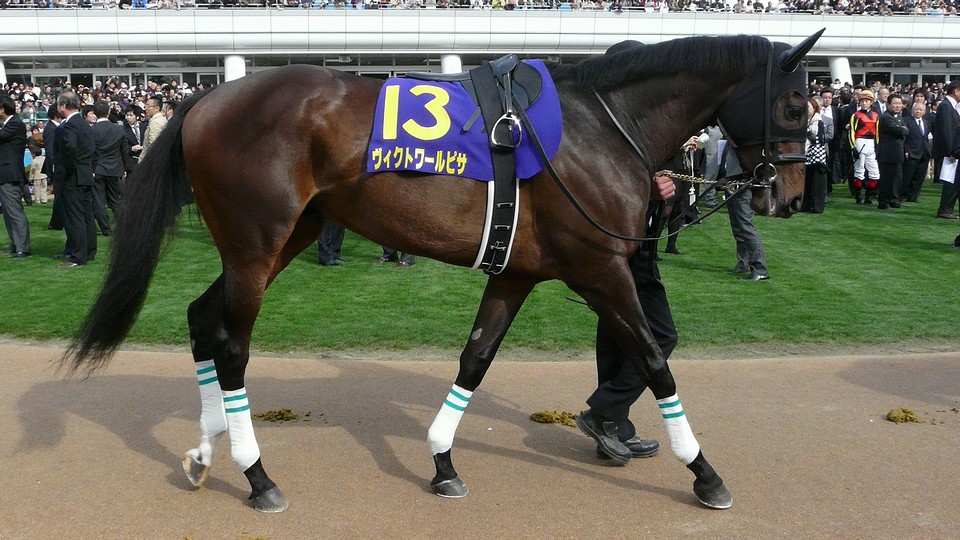
ヴィクトワールピサ
2010年最優秀3歳牡馬
2011年最優秀4歳以上牡馬

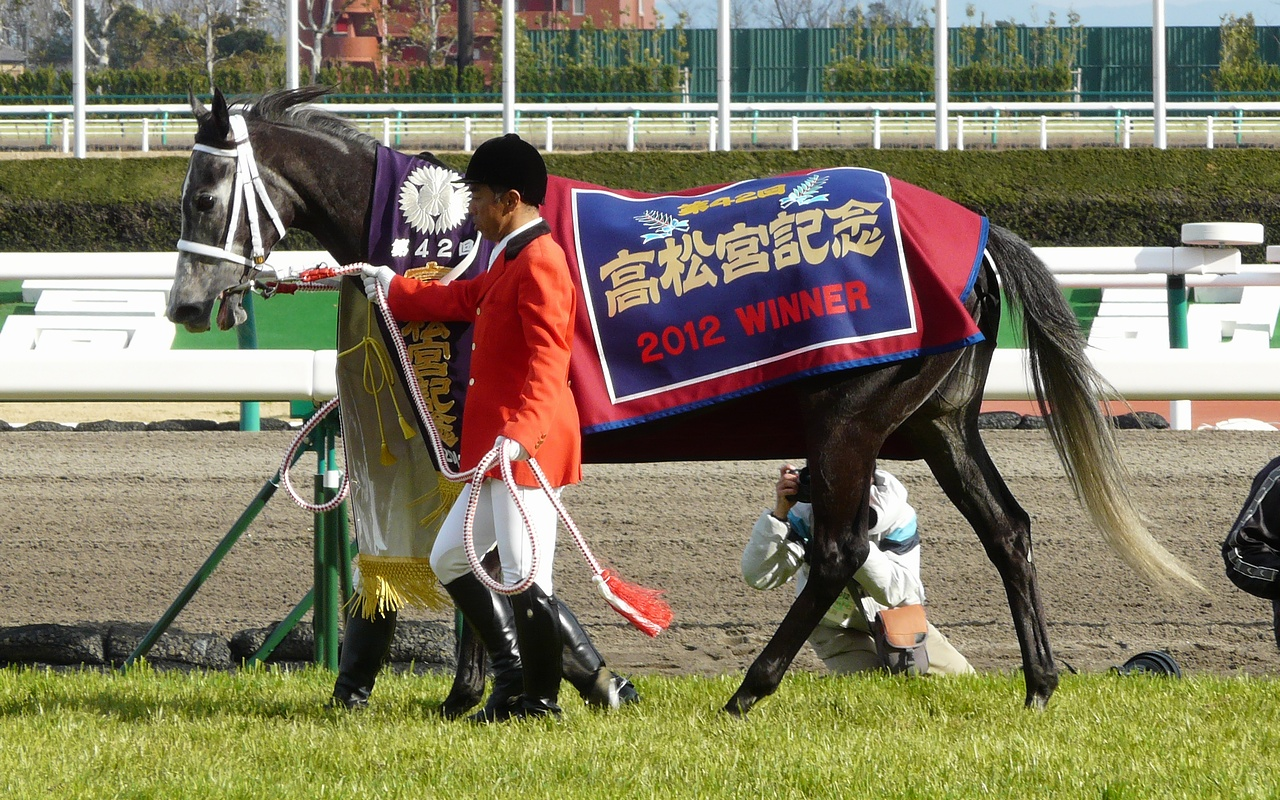
カレンチャン
2011年最優秀短距離馬
2012年最優秀4歳以上牝馬

- アプリコットフィズ（2010年クイーンカップ、クイーンステークス）[394][395]
- ヴィクトワールピサ（2009年ラジオNIKKEI杯2歳ステークス、2010年弥生賞、皐月賞、有馬記念、2011年中山記念、ドバイワールドカップ）[396][397]
- エイシンフラッシュ（2010年京成杯、東京優駿、2012年天皇賞（秋）、2013年毎日王冠）[398][399]
- カリバーン（2014年せきれい賞）[400][401]
- カレンチャン（2011年阪神牝馬ステークス、函館スプリントステークス、キーンランドカップ、スプリンターズステークス、2012年高松宮記念）[402][403]
- クォークスター（2010年セントライト記念）[404][405]
- サイレントメロディ（2012年マーチステークス）[406][407]
- サンテミリオン（2010年フローラステークス、優駿牝馬）[408][409]
- ジュエルオブナイル（2009年小倉2歳ステークス）[410][411]
- ダークシャドウ（2011年エプソムカップ、毎日王冠）[412][413]
- ダイワファルコン（2012年福島記念、2013年福島記念）[414][415]
- トーセンアドミラル（2013年スパーキングサマーカップ、マイルグランプリ、2014年京成盃グランドマイラーズ）[416][417]
- ネオヴァンドーム（2010年きさらぎ賞）[418][419]
- パドトロワ（2012年アイビスサマーダッシュ、キーンランドカップ、2013年函館スプリントステークス）[420][421]
- フェデラリスト（2012年中山金杯、中山記念）[422][423]
- ボヘミアン（2009年ジュニアグランプリ）[424][425]
- マグニフィカ（2010年東京湾カップ、ジャパンダートダービー、2012年京成盃グランドマイラーズ）[426][427]
- ミラクルレジェンド（2010年レパードステークス、クイーン賞、2011年レディスプレリュード、JBCレディスクラシック、2012年マリーンカップ、レディスプレリュード、JBCレディスクラシック、2013年エンプレス杯）[428][429]

#### 2008年産

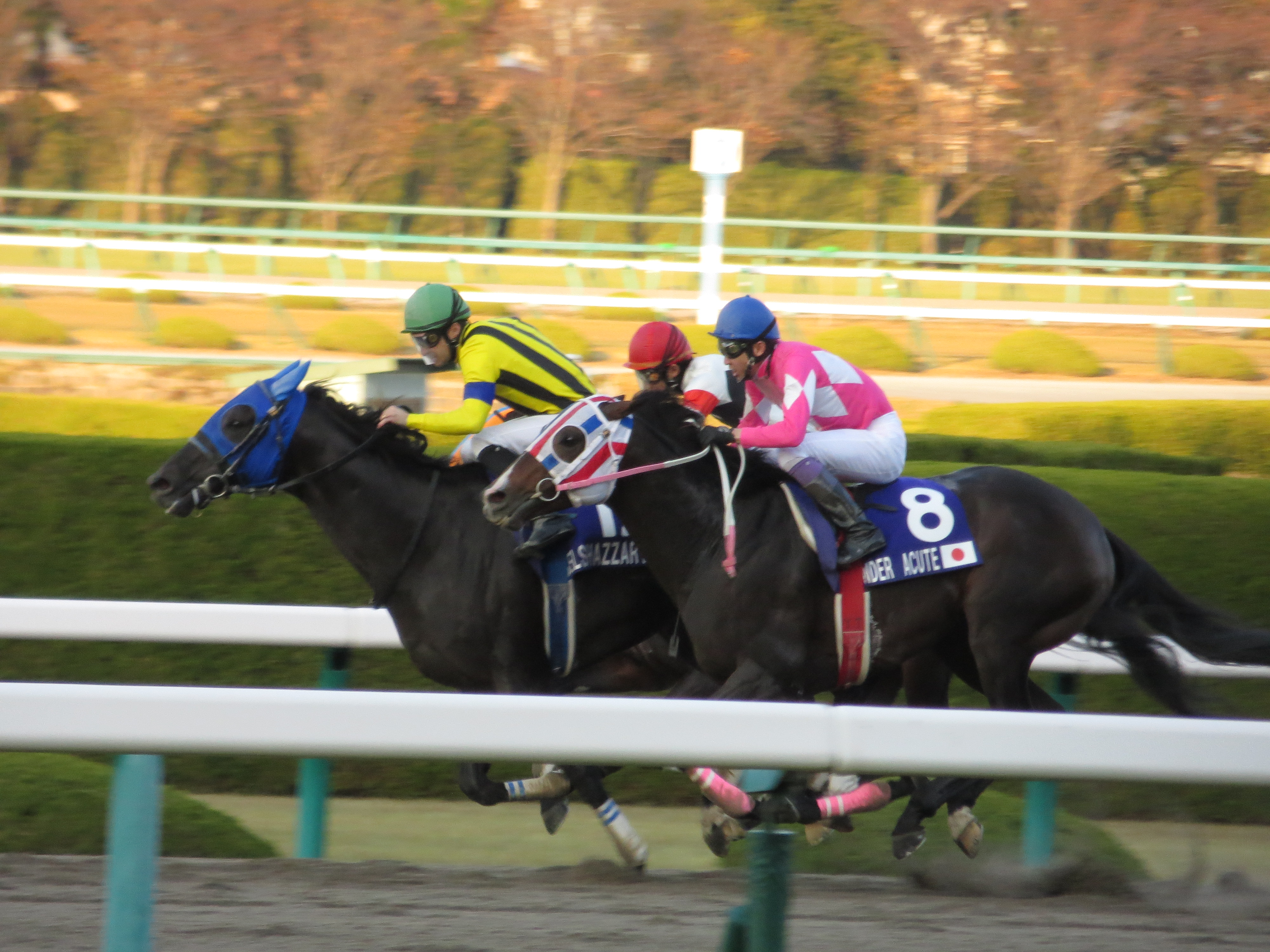
ベルシャザール
2013年最優秀ダートホース

- アイアムアクトレス（2011年ユニコーンステークス）[430][431]
- ヴァインバッハ（2010年平和賞）[432][433]
- エポワス（2017年キーンランドカップ）[434][435]
- エリンコート（2011年優駿牝馬）[436][437]
- オーシャンブルー（2012年金鯱賞、2014年中山金杯）[438][439]
- ギュスターヴクライ（2012年阪神大賞典）[440][441]
- グレープブランデー（2011年ジャパンダートダービー、2013年東海ステークス、フェブラリーステークス）[442][443]
- クレスコグランド（2011年京都新聞杯）[444][445]
- サトノアポロ（2013年中日新聞杯）[446][447]
- サトノタイガー（2014年川崎マイラーズ、アフター5スター賞）[448][449]
- スクランブルエッグ（2010年ジュニアグランプリ）[450][451]
- ダンスファンタジア（2011年フェアリーステークス）[452][453]
- トーセンラー（2011年きさらぎ賞、2013年京都記念、マイルチャンピオンシップ）[454][455]
- バウンシーチューン（2011年フローラステークス）[456][457]
- フォーエバーマーク（2013年キーンランドカップ）[458][459]
- ベルシャザール（2013年武蔵野ステークス、ジャパンカップダート）[460][461]
- マニエリスム（2011年東京プリンセス賞）[462][463]
- マルセリーナ（2011年桜花賞、2013年マーメイドステークス）[464][465]
- ルルーシュ（2012年アルゼンチン共和国杯）[466][467]
- ローマンレジェンド（2012年エルムステークス、みやこステークス、東京大賞典、2014年エルムステークス）[468][469]

#### 2009年産
- エアソミュール（2014年鳴尾記念、毎日王冠）[470][471]
- エキストラエンド（2014年京都金杯）[472][473]
- エクセラントカーヴ（2013年京成杯オータムハンデキャップ）[474][475]
- エミーズパラダイス（2011年フローラルカップ、2012年ロジータ記念）[476][477]
- オメガハートランド（2012年フラワーカップ）[478][479]
- グランデッツァ（2011年札幌2歳ステークス、2012年スプリングステークス、2015年七夕賞）[480][481]
- クランモンタナ（2016年小倉記念）[482][483]
- ストローハット（2012年ユニコーンステークス）[484][485]
- スピルバーグ（2014年天皇賞（秋））[486][487]
- ダイワマッジョーレ（2013年京王杯スプリングカップ、2015年阪急杯）[488][489]
- ファイナルフォーム（2012年ラジオNIKKEI賞）[490][491]
- フィエロ[492][493]
- ベストディール（2012年京成杯）[494][495]
- レッドキングダム （2014年中山大障害）[496][497]
- ワイルドフラッパー（2014年エンプレス杯、マリーンカップ、レディスプレリュード）[498][499]

#### 2010年産

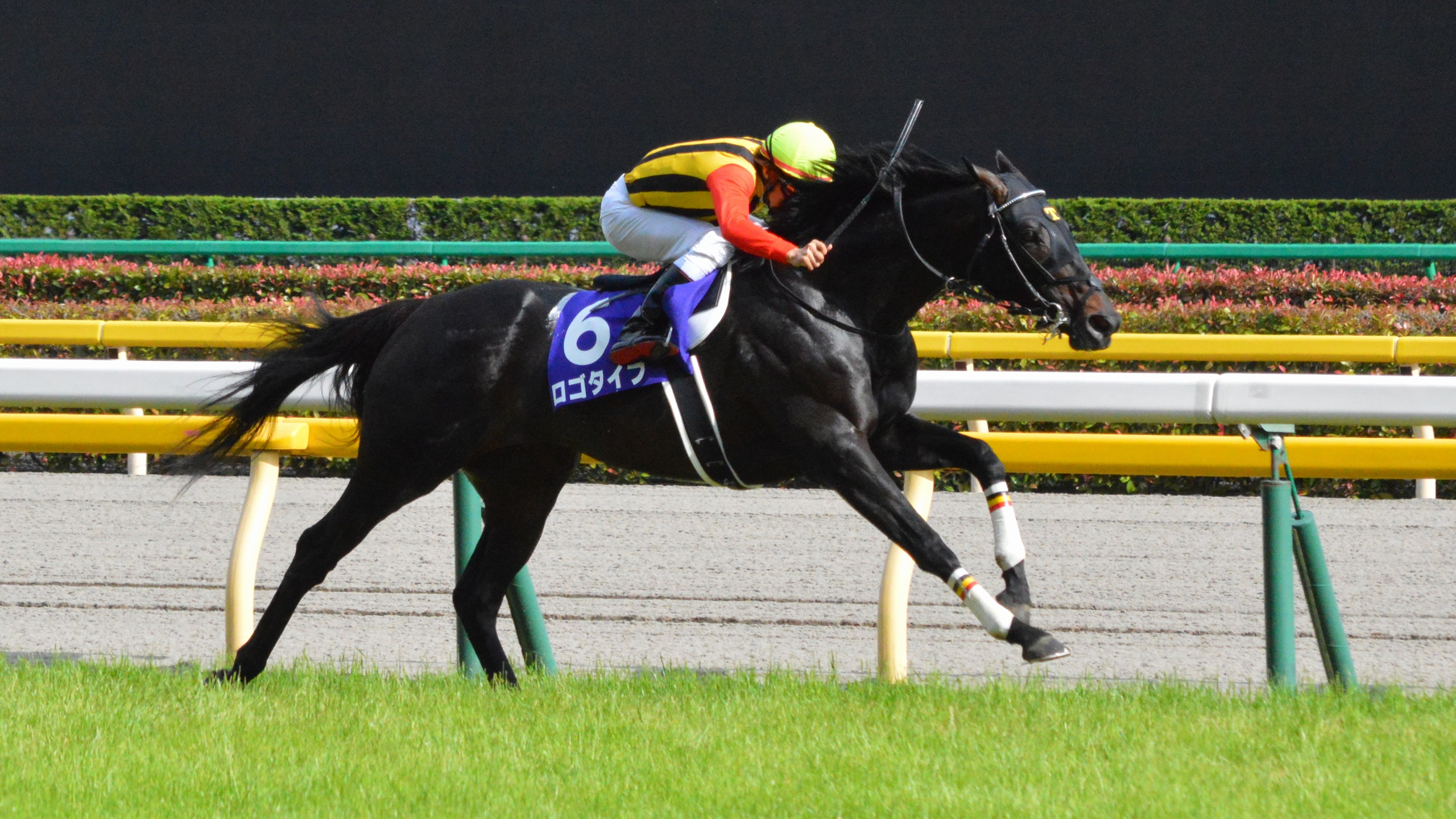
ロゴタイプ
2012年最優秀2歳牡馬

- アムールポエジー（2013年関東オークス）[500][501]
- インパルスヒーロー（2013年ファルコンステークス）[502][503]
- オメガインベガス（2014年報知グランプリカップ）[504][505]
- コレクターアイテム（2012年アルテミスステークス）[506][507]
- ダービーフィズ（2015年函館記念）[508][509]
- トロワボヌール（2014年クイーン賞、2015年スパーキングレディーカップ、2016年クイーン賞）[510][511]
- ノボリディアーナ（2015年府中牝馬ステークス）[512][513]
- ユールシンギング（2013年セントライト記念、2014年新潟大賞典）[514][515]
- ロゴタイプ（2012年朝日杯フューチュリティステークス、2013年スプリングステークス、皐月賞、2016年安田記念）[516][517]

#### 2011年産
- エアアンセム（2018年函館記念）[518][519]

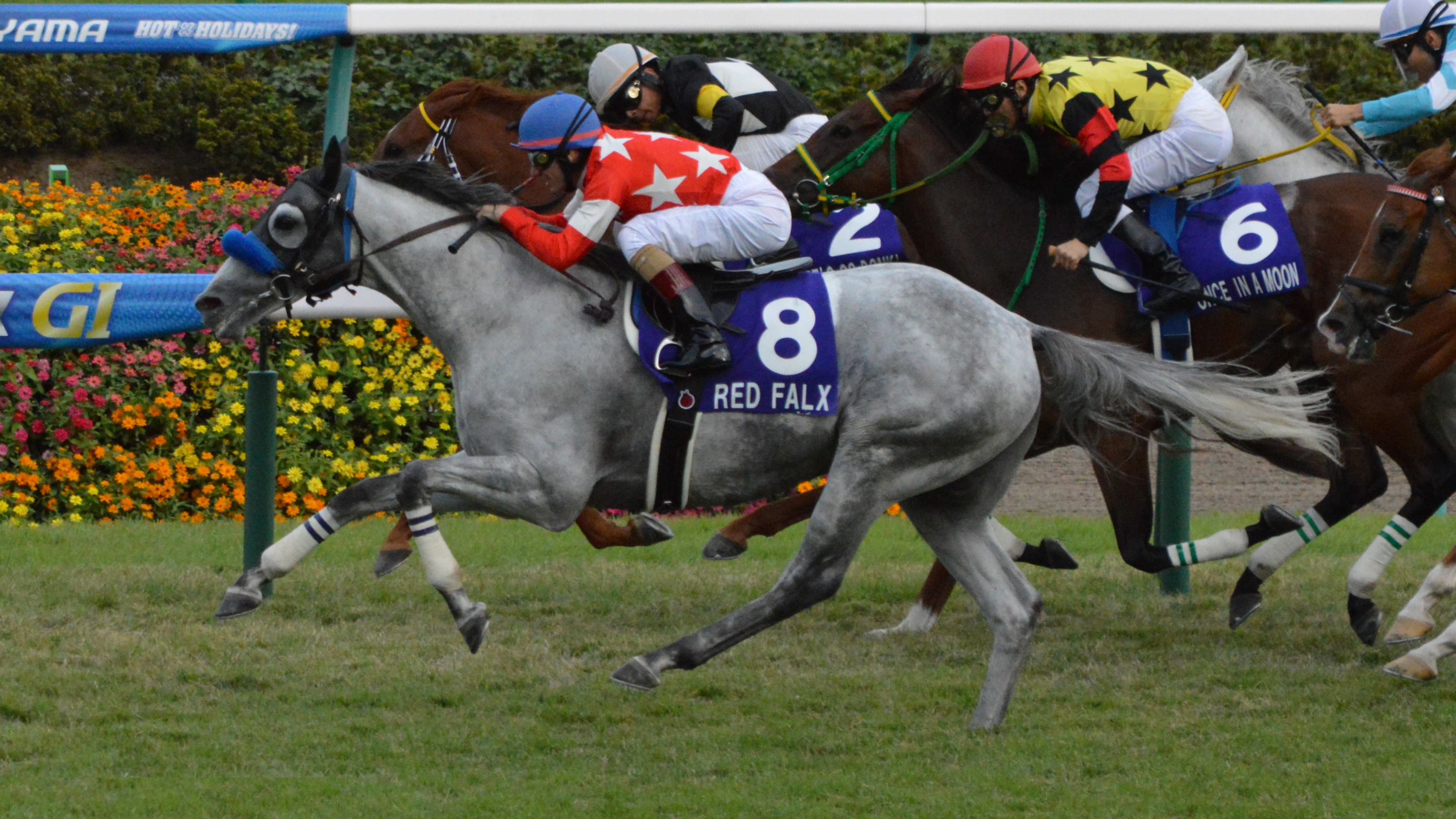
レッドファルクス
2017年最優秀短距離馬

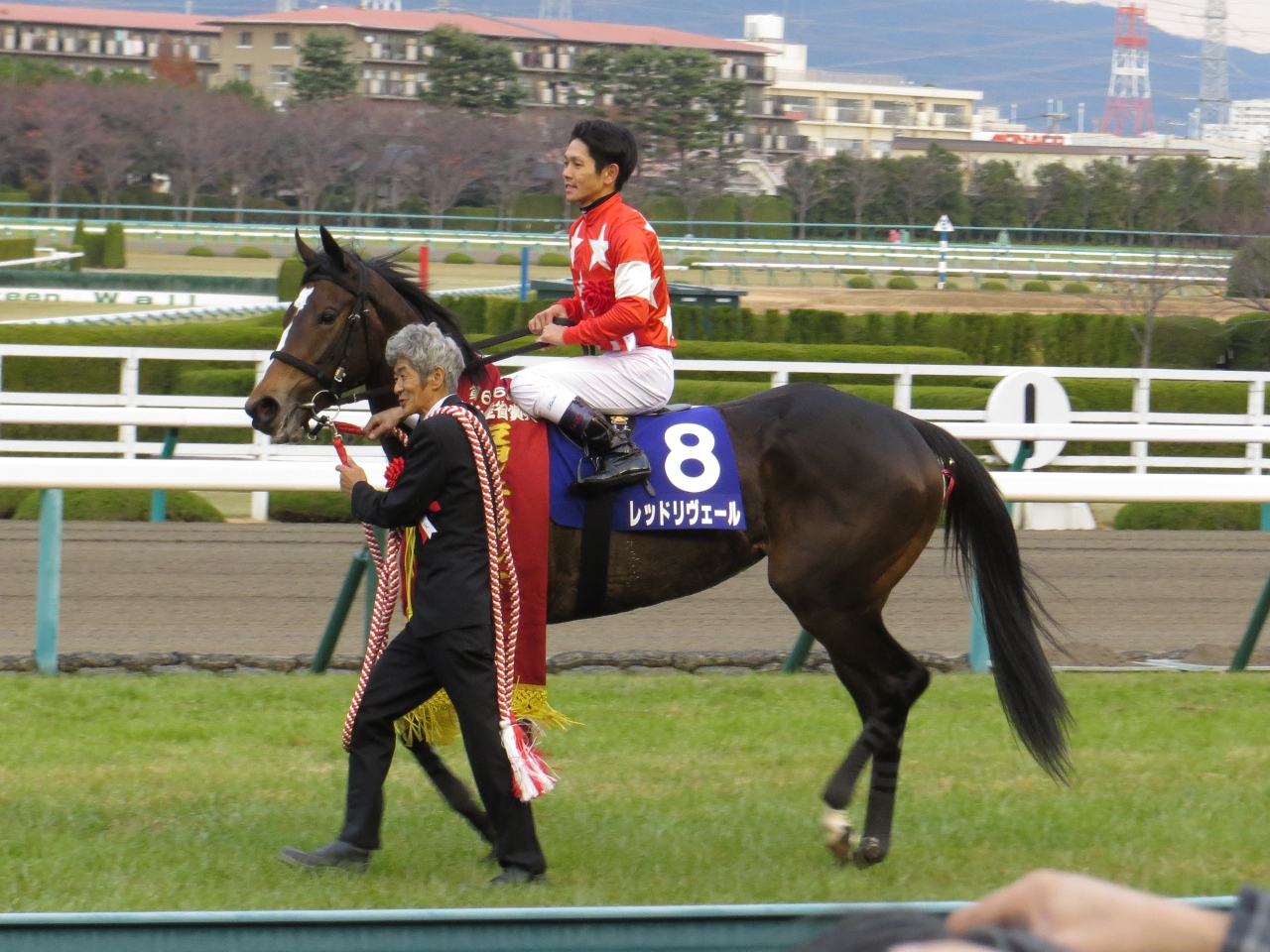
レッドリヴェール
2013年最優秀2歳牝馬

- オメガハートロック（2014年フェアリーステークス）[520][521]
- ガリバルディ（2016年中京記念）[522][523]
- サウンズオブアース[524][525]
- シュテルングランツ（2018年東京記念）[526][527]
- ストロングサウザー（2016年佐賀記念、マーキュリーカップ）[528][529]
- ダイワリベラル（2019年せきれい賞）[530][531]
- デアリングバード[532][533]
- トーセンデューク（2018年埼玉新聞栄冠賞）[534][535]
- ヌーヴォレコルト（2014年優駿牝馬、ローズステークス、2015年中山記念、2016年レッドカーペットハンデキャップ（英語版））[536][537]
- ノットオーソリティ（2013年栄冠賞、フローラルカップ、2014年ユングフラウ賞、ロジータ記念、東京シンデレラマイル、2015年しらさぎ賞）[538][539]
- ハギノハイブリッド（2014年京都新聞杯）[540][541]
- マーブルカテドラル（2013年アルテミスステークス）[542][543]
- レッドファルクス（2016年CBC賞、スプリンターズステークス、2017年京王杯スプリングカップ、スプリンターズステークス）[544][545]
- レッドリヴェール（2013年札幌2歳ステークス、阪神ジュベナイルフィリーズ）[546][547]
- ロサギガンティア（2014年スプリングステークス、2015年阪神カップ）[548][549]
- ロワジャルダン（2015年みやこステークス）[550][551]

#### 2012年産

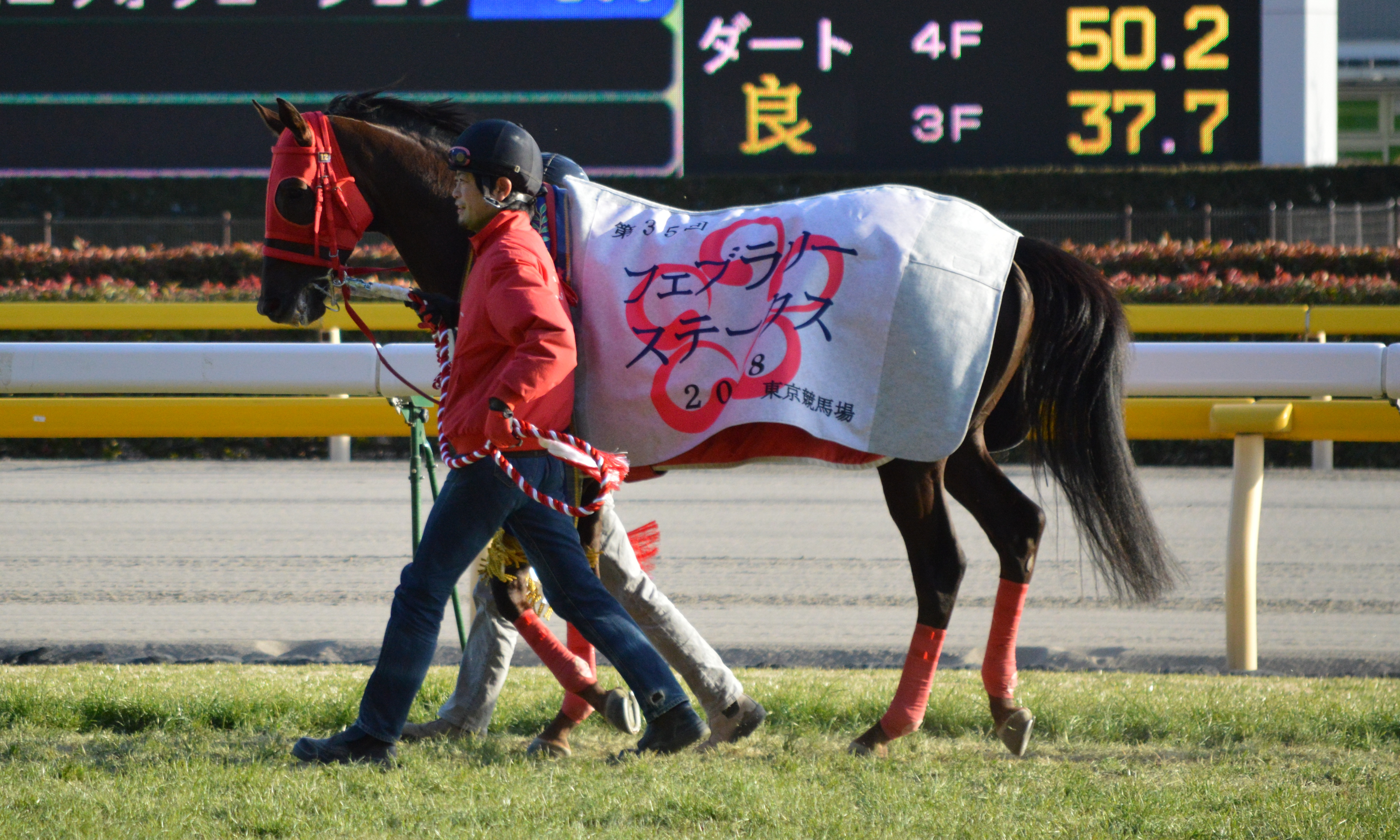
ノンコノユメ
2019年TCKグロリアス賞
2021年TCKグロリアス賞

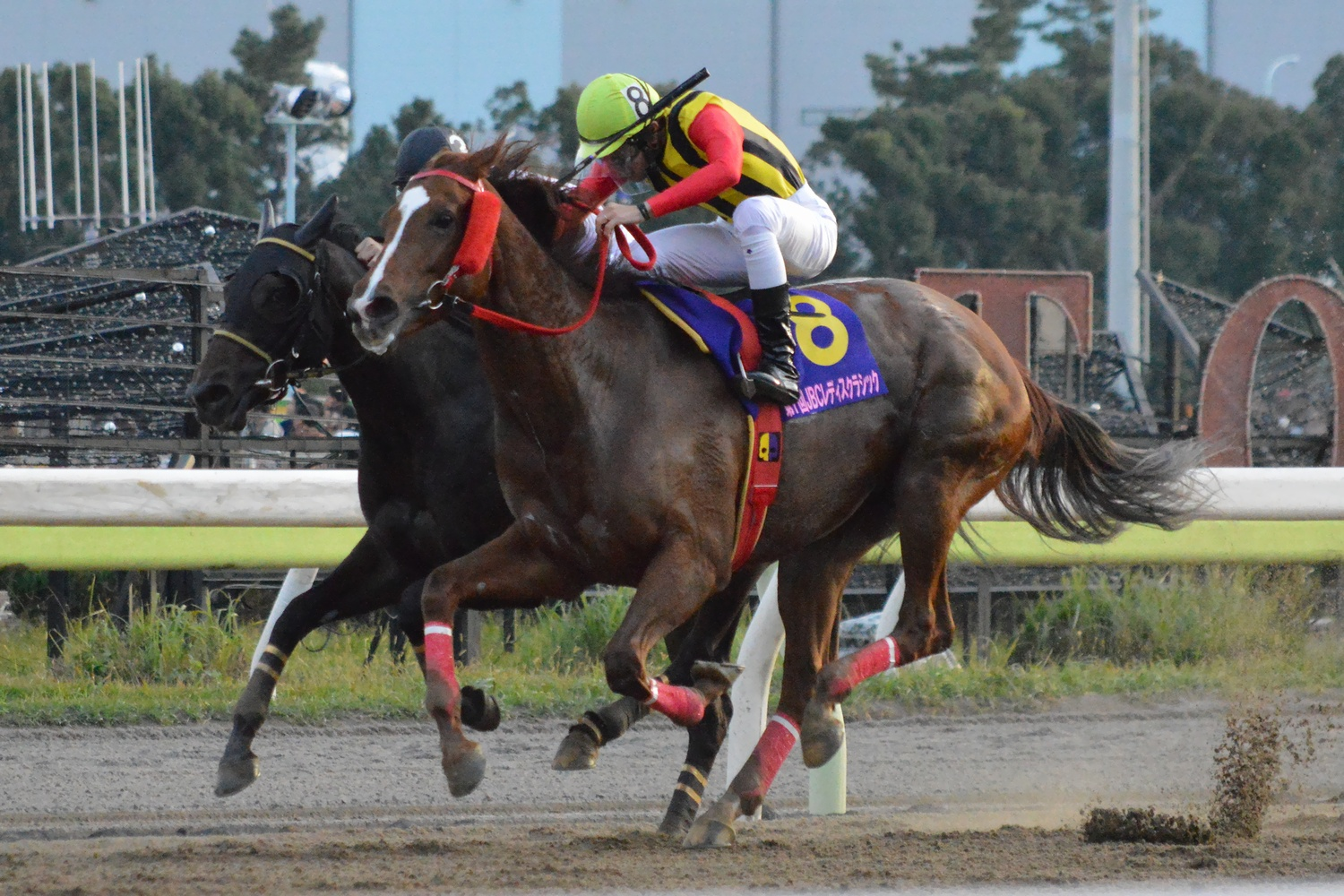
ララベル
2014年NAR2歳最優秀牝馬
2015年NAR3歳最優秀牝馬
2017年NAR4歳以上最優秀牝馬
2017年TCK大賞

- クイーンズリング（2015年フィリーズレビュー、2016年京都牝馬ステークス、府中牝馬ステークス、エリザベス女王杯）[552][553]
- シングウィズジョイ（2015年フローラステークス、ターコイズステークス）[554][555]
- ドライヴシャフト（2015年東京湾カップ）[556][557]
- ノンコノユメ（2015年ユニコーンステークス、ジャパンダートダービー、武蔵野ステークス、2018年根岸ステークス、フェブラリーステークス、2019年サンタアニタトロフィー）[558][559]
- マキシマムドパリ（2017年愛知杯、マーメイドステークス）[560][561]
- ミュゼエイリアン（2015年毎日杯）[562][563]
- ミュゼスルタン（2014年新潟2歳ステークス）[564][565]
- ララベル（2014年ローレル賞、東京2歳優駿牝馬、2015年桜花賞（浦和）、ロジータ記念、2016年しらさぎ賞、2017年JBCレディスクラシック）[566][567]
- ロゾヴァドリナ（2015年オパールカップ、OROカップ、2016年OROカップ、2017年OROカップ）[568][569]

#### 2013年産
- ヴァンキッシュラン（2016年青葉賞）[570][571]
- エアスピネル（2015年デイリー杯2歳ステークス、2017年京都金杯、富士ステークス）[572][573]
- キンショーユキヒメ（2018年福島牝馬ステークス）[574][575]
- ジュエラー（2016年桜花賞）[576][577]
- スアデラ（2017年習志野きらっとスプリント）[578][579]
- ストレートアップ（2015年ブリーダーズゴールドジュニアカップ）[580][581]
- ナイトオブナイツ（2021年いしがきマイラーズ）[582][583]
- ナックビーナス（2018年キーンランドカップ）[584][585]
- ヨカグラ（2018年小倉サマージャンプ）[586][587]

#### 2014年産
- アメリカズカップ（2017年きさらぎ賞）[588][589]

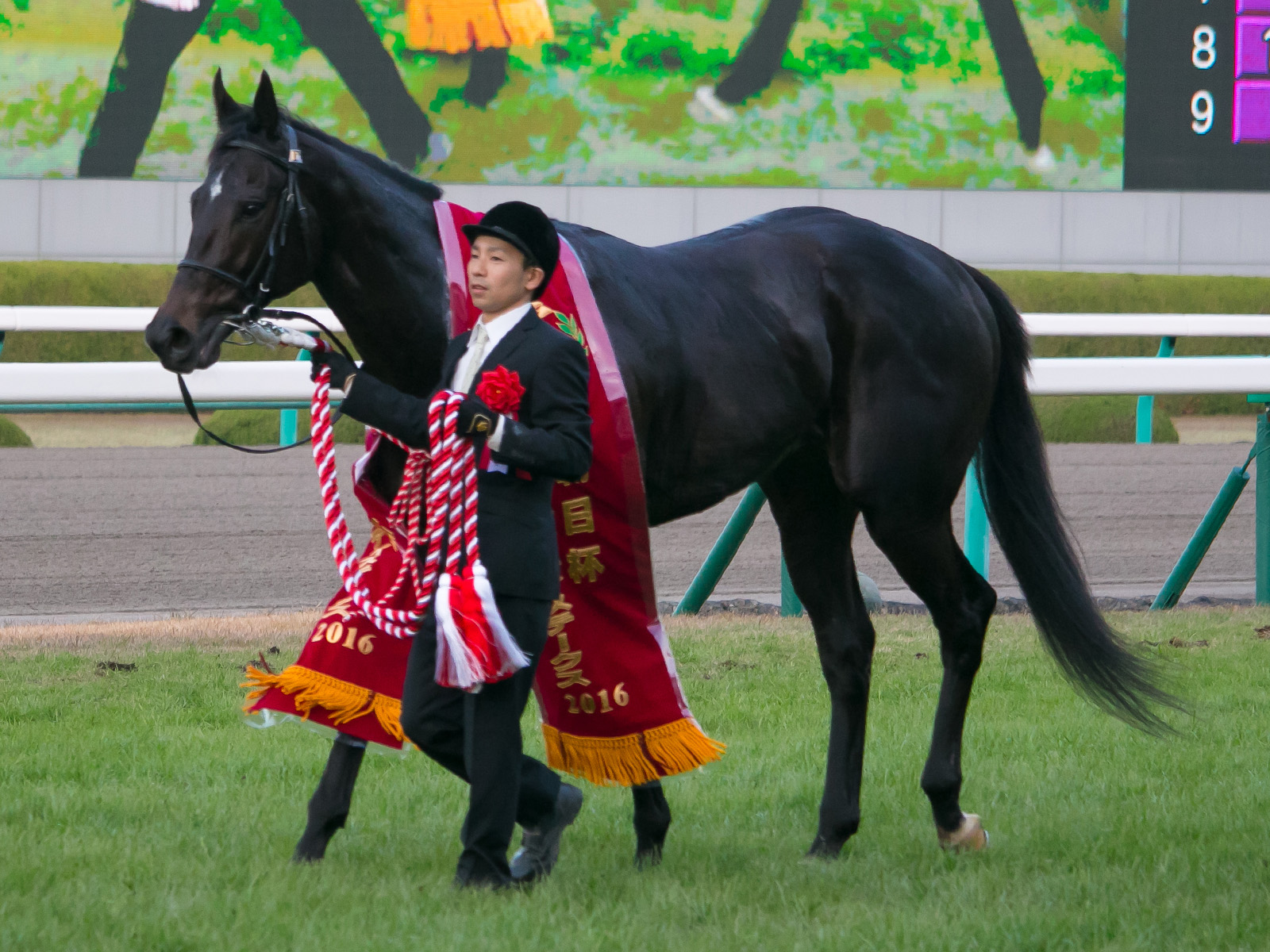
サトノアレス
2016年最優秀2歳牡馬

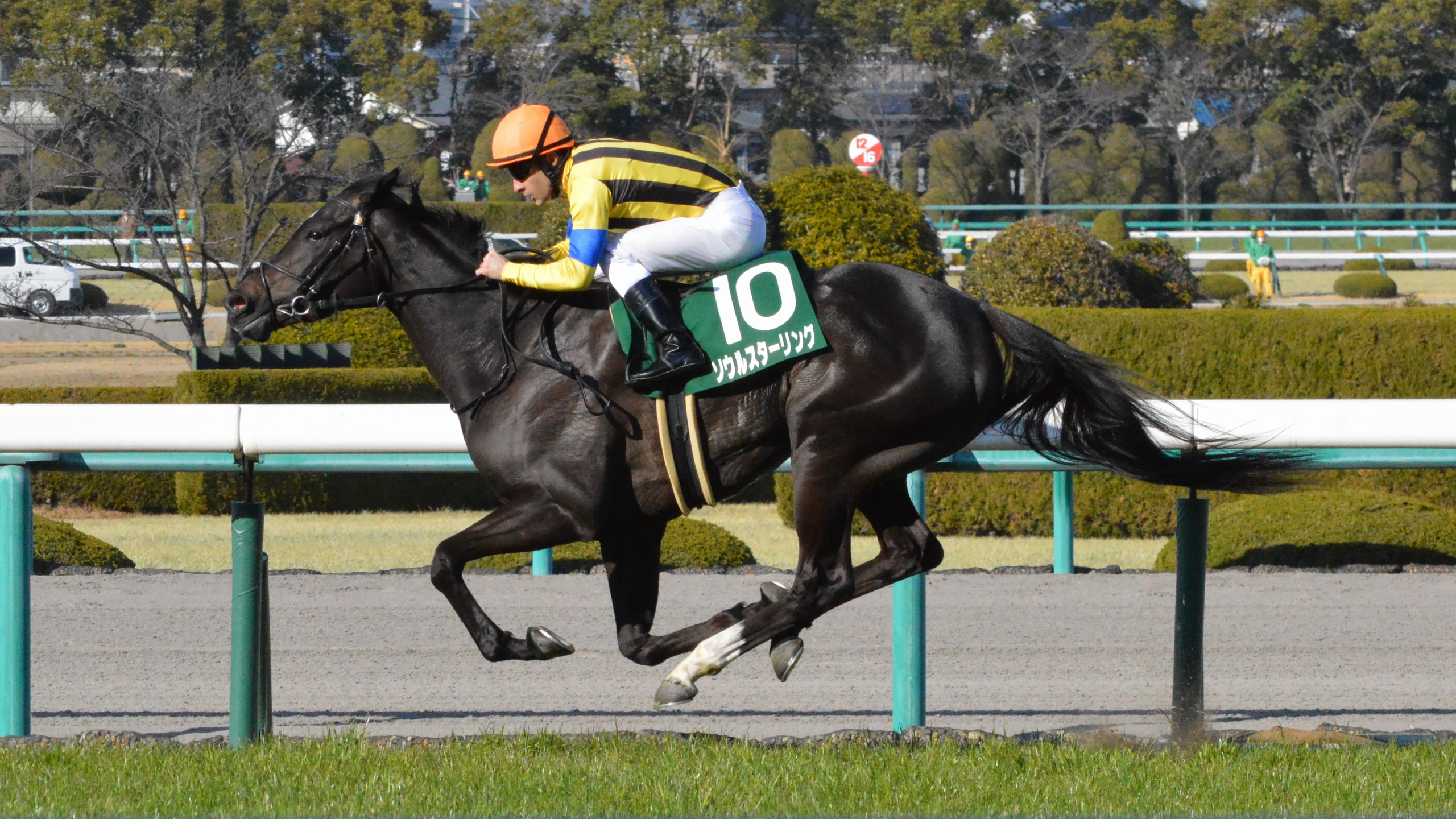
ソウルスターリング
2016年最優秀2歳牝馬
2017年最優秀3歳牝馬

- ヴゼットジョリー（2016年新潟2歳ステークス）[590][591]
- エアウィンザー（2018年チャレンジカップ）[592][593]
- カラクレナイ（2017年フィリーズレビュー）[594][595]
- キャンドルグラス（2020年船橋記念、2021年船橋記念）[596][597]
- サトノアレス（2016年朝日杯フューチュリティステークス）[598][599]
- ジェニアル（2018年メシドール賞（英語版））[600][601]
- スティッフェリオ（2018年福島記念、2019年小倉大賞典、オールカマー）[602][603]
- ソウルスターリング（2016年阪神ジュベナイルフィリーズ、2017年チューリップ賞、優駿牝馬）[604][605]
- ダイワキャグニー（2020年エプソムカップ）[606][607]
- フライングショット（2016年サッポロクラシックカップ）[608][609]
- ベストアクター（2020年阪急杯）[610][611]

#### 2015年産

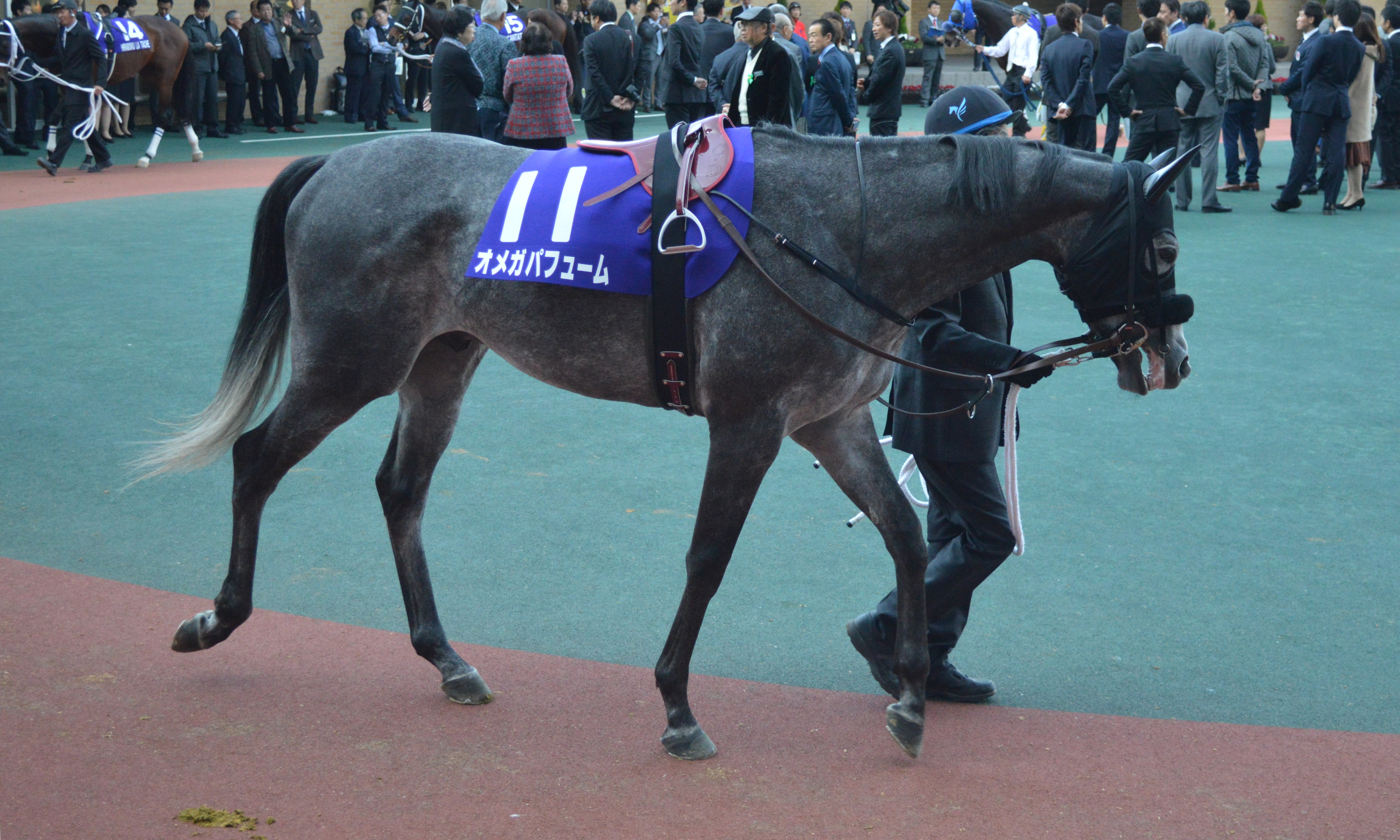
オメガパフューム
2019年NARダートグレード競走特別賞
2022年NAR特別表彰馬

- オメガパフューム（2018年シリウスステークス、東京大賞典、2019年帝王賞、東京大賞典、2020年平安ステークス、東京大賞典、2021年東京大賞典、2022年アンタレスステークス）[612][613]
- ギベオン（2018年中日新聞杯、2021年金鯱賞）[614][615]
- ケイティクレバー（2022年東京ジャンプステークス）[616][617]
- サウンドキアラ（2020年京都金杯、京都牝馬ステークス、阪神牝馬ステークス）[618][619]
- サラス（2019年マーメイドステークス）[620][621]
- ステイフーリッシュ（2018年京都新聞杯、2022年レッドシーターフハンデキャップ、ドバイゴールドカップ）[622][623]
- トゥラヴェスーラ[624][625]
- トロワゼトワル（2019年京成杯オータムハンデキャップ、2020年京成杯オータムハンデキャップ）[626][627]
- ハッピーグリン（2018年OROカップ）[628][629]
- リバティハイツ（2018年フィリーズレビュー）[630][631]
- レッドガラン（2022年中山金杯、新潟大賞典）[632][633]

#### 2016年産
- アトミックフォース（2022年せきれい賞、OROカップ、2023年OROカップ）[634][635]
- ヴァンドギャルド（2020年富士ステークス）[636][637]
- カレンブーケドール[638][639]
- シェーングランツ（2018年アルテミスステークス）[640][641]
- シルヴァーソニック（2022年ステイヤーズステークス、2023年レッドシーターフハンデキャップ）[642][643]
- ダンシングプリンス（2021年カペラステークス、2022年リヤドダートスプリント、北海道スプリントカップ、JBCスプリント）[644][645]
- トランスナショナル（2023年オータムカップ）[646][647]
- プールヴィル（2019年フィリーズレビュー）[648][649]
- ラストドラフト（2019年京成杯）[650][651]
- ランブリングアレー（2021年中山牝馬ステークス）[652][653]
- レッドアネモス（2020年クイーンステークス）[654][655]
- レッドジェニアル（2019年京都新聞杯）[656][657]
- レッドルゼル（2021年根岸ステークス、JBCスプリント、2022年東京盃）[658][659]

#### 2017年産
- アラタ（2024年福島記念）[660][661]
- サヴァラン（2019年オマール賞（英語版））[662][663]
- サトノインプレッサ（2020年毎日杯）[664][665]
- シャムロックヒル（2021年マーメイドステークス）[666][667]
- デゼル（2021年阪神牝馬ステークス）[668][669]
- バーナードループ（2020年兵庫チャンピオンシップ）[670][671]
- ヒートオンビート（2023年目黒記念）[672][673]
- ファルコニア（2022年京成杯オータムハンデキャップ）[674][675]
- ホウオウエミーズ（2023年福島記念）[676][677]
- マジックキャッスル（2021年愛知杯）[678][679]

#### 2018年産
- エリザベスタワー（2021年チューリップ賞）[5][6]
- ジャスティンカフェ（2023年エプソムカップ）[680][681]
- ソーヴァリアント（2021年チャレンジカップ、2022年チャレンジカップ）[682][683]
- チャックネイト（2024年アメリカジョッキークラブカップ）[684][685]
- テンハッピーローズ（2024年ヴィクトリアマイル）[686][687]
- プログノーシス（2023年金鯱賞、札幌記念、2024年金鯱賞）[688][689]
- ロングラン（2025年小倉大賞典、マイラーズカップ）[690][691]

#### 2019年産

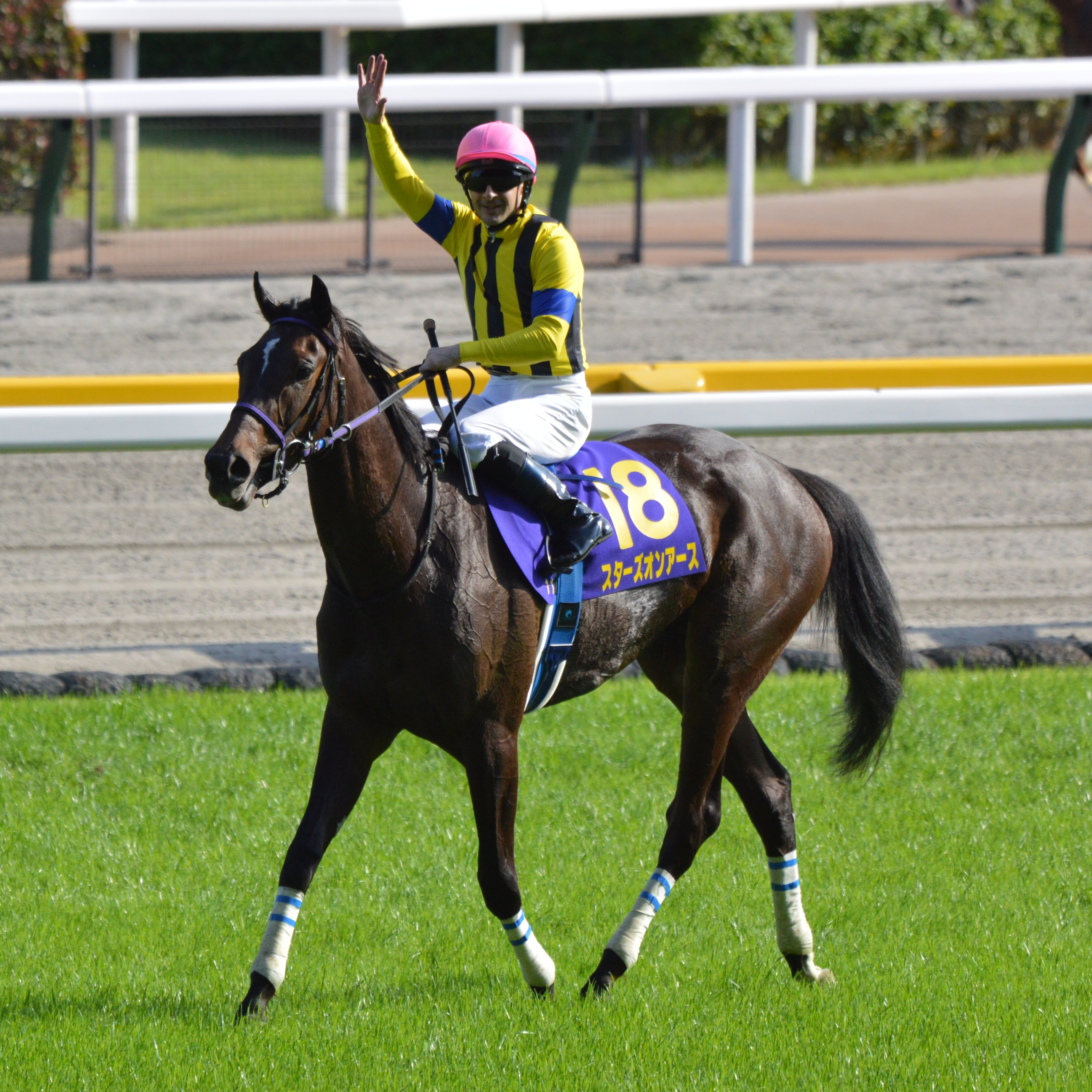
スターズオンアース
2022年最優秀3歳牝馬

- アスクビクターモア（2022年弥生賞ディープインパクト記念、菊花賞）[692][693]
- アスクワイルドモア（2022年京都新聞杯）[694][695]
- インプレス（2025年新潟ジャンプステークス）[696][697]
- オニャンコポン（2022年京成杯）[698][699]
- クラウンプライド（2022年UAEダービー、2023年コリアカップ、2024年マーキュリーカップ、コリアカップ）[700][701]
- コスタボニータ（2024年福島牝馬ステークス）[702][703]
- スターズオンアース（2022年桜花賞、優駿牝馬）[704][705]
- ゼッフィーロ（2023年アルゼンチン共和国杯）[706][707]
- トゥードジボン（2024年関屋記念）[708][709]
- ドーブネ[710][711]
- プルパレイ（2022年ファルコンステークス）[712][713]
- ボルドグフーシュ[714][715]

#### 2020年産
- コレペティトール（2024年京都金杯）[716][717]
- サーフズアップ（2023年ユングフラウ賞、東京プリンセス賞）[718][719]
- シャンパンカラー（2023年NHKマイルカップ）[720][721]
- ソーダズリング（2024年京都牝馬ステークス）[722][723]
- ソールオリエンス（2023年京成杯、皐月賞）[724][725]
- デルマソトガケ（2022年全日本2歳優駿、2023年UAEダービー）[726][727]
- ベラジオオペラ（2023年スプリングステークス、チャレンジカップ、2024年大阪杯、2025年大阪杯）[728][729]
- ベラジオソノダラブ（2022年兵庫若駒賞、兵庫ユースカップ、2023年菊水賞）[730][731]
- マスクトディーヴァ（2023年ローズステークス、2024年阪神牝馬ステークス）[732][733]
- マルカラピッド（2022年エーデルワイス賞）[734][735]
- モズメイメイ（2023年チューリップ賞、葵ステークス、2024年アイビスサマーダッシュ）[736][737]
- ライトクオンタム（2023年シンザン記念）[738][739]

#### 2021年産

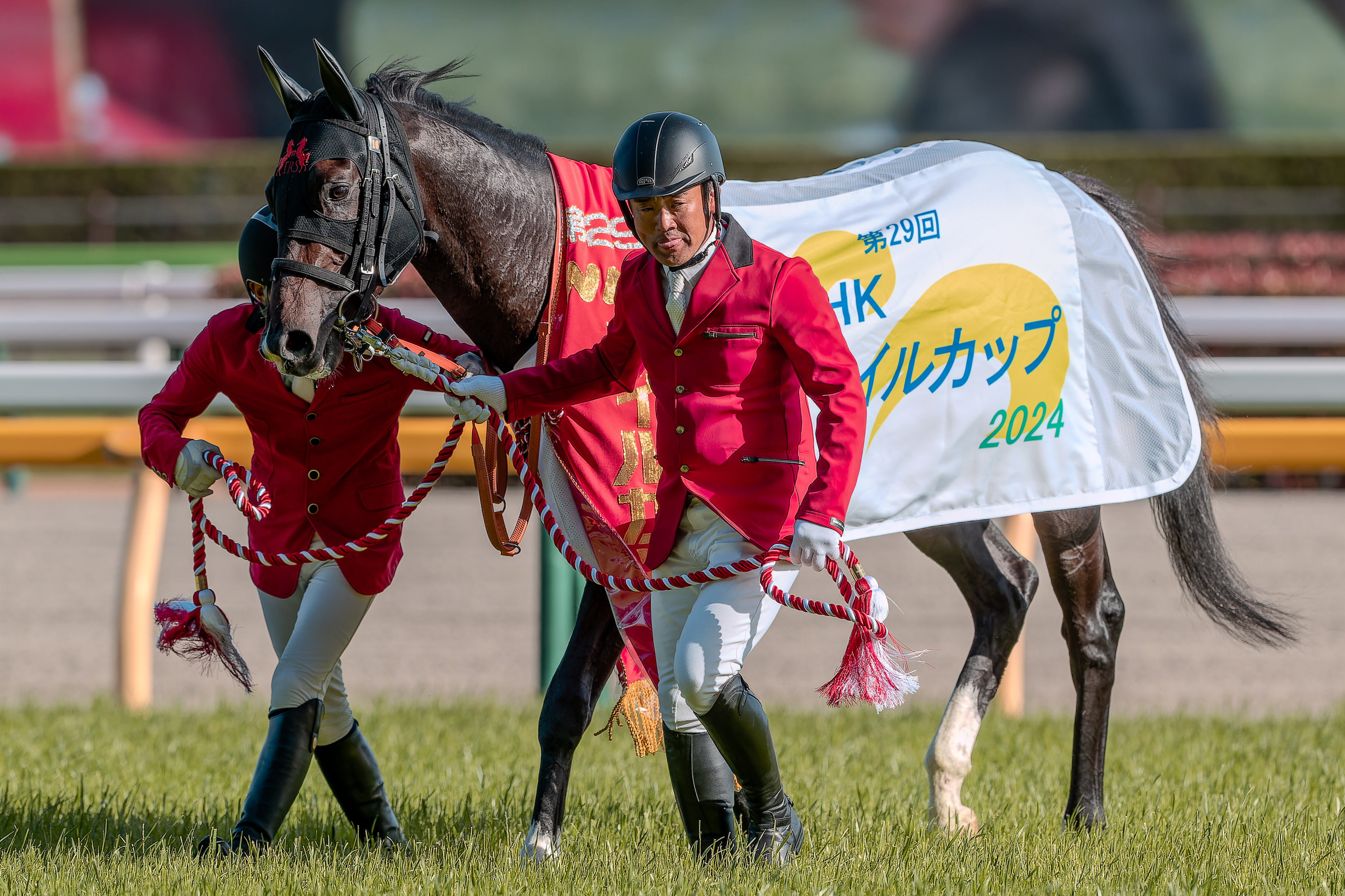
ジャンタルマンタル
2023年最優秀2歳牡馬

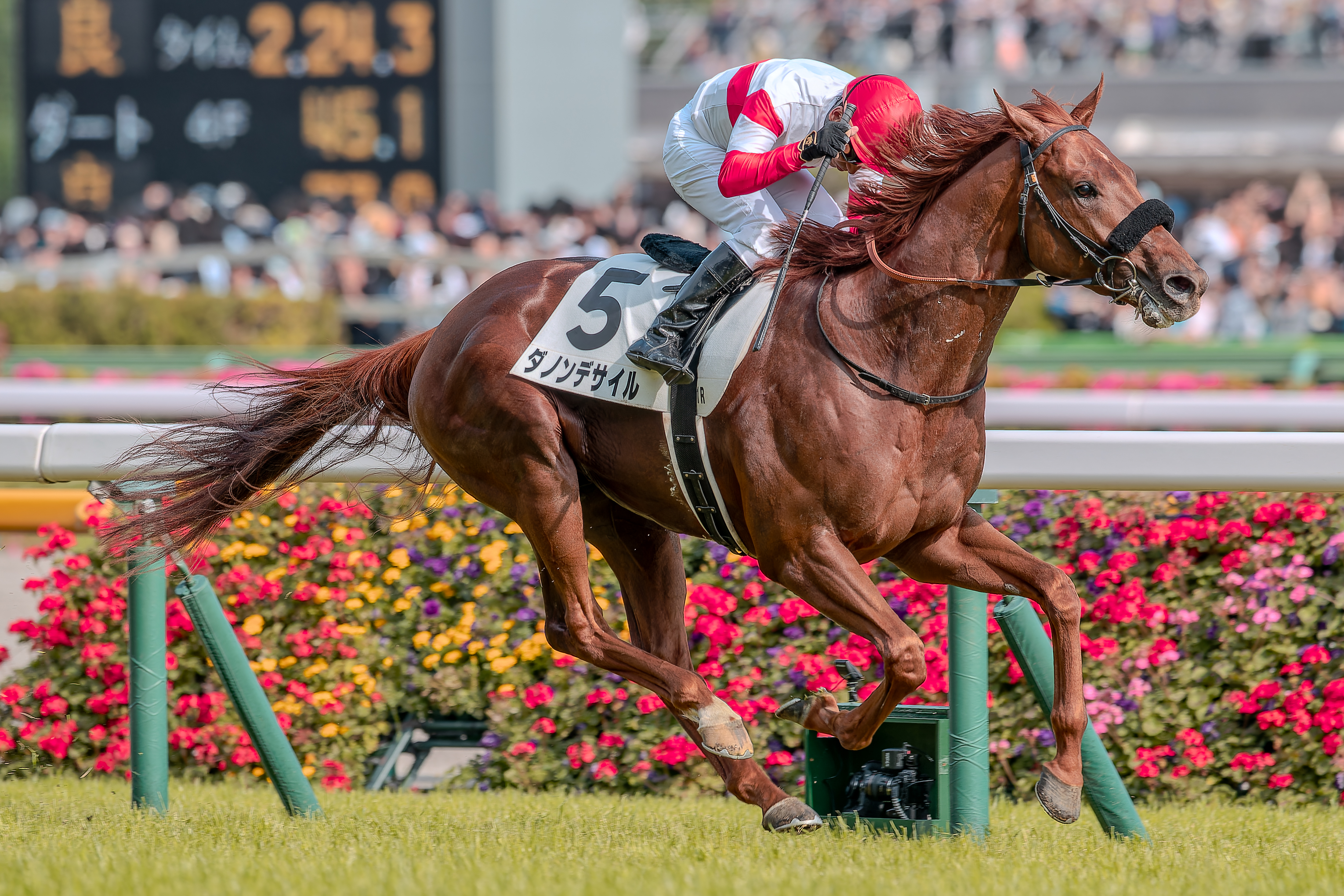
ダノンデサイル
2024年最優秀3歳牡馬

- イーグルノワール（2023年兵庫ジュニアグランプリ）[740][741]
- イフェイオン（2024年フェアリーステークス）[742][743]
- キープカルム（2025年しらさぎステークス）[744][745]
- ジャンタルマンタル（2023年デイリー杯2歳ステークス、朝日杯フューチュリティステークス、2024年NHKマイルカップ、2025年安田記念）[746][747]
- ダノンデサイル（2024年京成杯、東京優駿、2025年アメリカジョッキークラブカップ、ドバイシーマクラシック）[748][749]
- ティントレット（2024年優駿スプリント、2025年プラチナカップ）[750][751]
- トワイライトウェイ（2023年ジュニアグランプリ）[752][753]

#### 2022年産
- アドマイヤズーム（2024年朝日杯フューチュリティステークス）[754][755]
- ウィルシャイン（2024年ローレル賞）[756][757]
- カムニャック（2025年フローラステークス、優駿牝馬）[758][759]
- マスカレードボール（2025年共同通信杯）[760][761]
- マピュース（2025年中京記念）[762][763]
- ランフォーヴァウ（2024年デイリー杯2歳ステークス）[764][765]
- レーゼドラマ（2025年フラワーカップ）[766][767]

## 主な表彰馬
括弧内は受賞年

### JRA賞
- 年度代表馬

　ダイナガリバー（1986年）
- 最優秀2歳牡馬

　フジキセキ（1994年）、バブルガムフェロー（1995年）、ロゴタイプ（2012年）、サトノアレス（2016年）、ジャンタルマンタル（2023年）
- 最優秀2歳牝馬

　スティンガー（1998年）、レッドリヴェール（2013年）、ソウルスターリング（2016年）
- 最優秀3歳牡馬

　ダイナガリバー（1986年）、ダンスインザダーク（1996年）、エアシャカール（2000年）、ネオユニヴァース（2003年）、アサクサキングス（2007年）、ヴィクトワールピサ（2010年）、ダノンデサイル（2024年)
- 最優秀3歳牝馬

　ダンスパートナー（1995年）、ダンスインザムード（2004年）、ダイワスカーレット（2007年）、ソウルスターリング（2017年）、スターズオンアース（2022年）
- 最優秀4歳以上牡馬

　マンハッタンカフェ（2002年）、ハーツクライ（2005年）、スクリーンヒーロー（2008年）、ヴィクトワールピサ（2011年）
- 最優秀4歳以上牝馬

　ダイナアクトレス（1987,1988年）、ダンスパートナー（1996年）、ダイヤモンドビコー（2002年）、ダンスインザムード（2006年）、コイウタ（2007年）、カレンチャン（2012年）
- 最優秀短距離馬（2022年まで）

　エアジハード（1999年）、デュランダル（2003,2004年）、ダイワメジャー（2006,2007年）、カレンチャン（2011年）、レッドファルクス（2017年）
- 最優秀父内国産馬（2007年まで）

　エアジハード（1999年）、ダイワスカーレット（2007年）
- 最優秀ダートホース

　ベルシャザール（2013年）
- 最優秀障害馬

　ブロードマインド（1993,1994年）、ノーザンレインボー（1998年）、マルカラスカル（2006年）

### NARグランプリ
- 特別表彰馬

　オメガパフューム（2022年）

### TCK大賞
- TCK大賞（最優秀賞）

　ララベル（2017年）
- TCKホープ賞（2・3歳以下優秀賞）

　ララベル（2014,2015年）
- TCKグロリアス賞（3歳以上優秀賞）

　ノンコノユメ（2019,2021年）

### 年度代表馬 (ホッカイドウ競馬)
- 2歳

　ディラクエ（2007年）

### 年度代表馬（金沢競馬）
- サラブレッド系

　ジャングルスマイル（2011,2012,2015,2016年）

## 主な繋養馬

### 繁殖牝馬

#### 社台ファーム生産馬
- ウイングレット（2001年産）
- デアリングハート（2002年産）
- コイウタ（2003年産）
- ザレマ（2004年産）
- イタリアンレッド（2006年産）
- ジェルミナル（2006年産）
- アプリコットフィズ（2007年産）
- カレンチャン（2007年産）
- サンテミリオン（2007年産）
- ジュエルオブナイル（2007年産）
- ミラクルレジェンド（2007年産）
- エリンコート（2008年産）
- ダンスファンタジア（2008年産）
- バウンシーチューン（2008年産）
- フォーエバーマーク（2008年産）
- マニエリスム（2008年産）
- マルセリーナ（2008年産）
- エクセラントカーヴ（2009年産）
- エミーズパラダイス（2009年産）
- ワイルドフラッパー（2009年産）
- アムールポエジー（2010年産）
- オメガインベガス（2010年産）
- コレクターアイテム（2010年産）
- トロワボヌール（2010年産）
- ノボリディアーナ（2010年産）
- ヌーヴォレコルト（2011年産）
- ノットオーソリティ（2011年産）
- マーブルカテドラル（2011年産）
- レッドリヴェール（2011年産）
- クイーンズリング（2012年産）
- マキシマムドパリ（2012年産）
- ララベル（2012年産）
- ジュエラー（2013年産）
- スアデラ（2013年産）
- ヴゼットジョリー（2014年産）
- カラクレナイ（2014年産）
- ソウルスターリング（2014年産）
- サウンドキアラ（2015年産）
- サラス（2015年産）
- トロワゼトワル（2015年産）
- リバティハイツ（2015年産）
- カレンブーケドール（2016年産）
- シェーングランツ（2016年産）
- プールヴィル（2016年産）
- ランブリングアレー（2016年産）
- レッドアネモス（2016年産）
- サヴァラン（2017年産）
- ホウオウエミーズ（2017年産）
- マジックキャッスル（2017年産）
- エリザベスタワー（2018年産）
- ライトクオンタム（2020年産）

#### 社台ファーム以外の生産馬
括弧内は重賞（太字はGI）の勝ち鞍
- レッドアゲート（2005年産：2008年フローラステークス）[768][769]
- スタセリタ（2006年産：2009年サンタラリ賞、ディアヌ賞、ヴェルメイユ賞、2010年ラクープ賞（英語版）、ジャンロマネ賞、2011年ビヴァリーD・ステークス、フラワーボウルステークス）[770][771]
- イブニングジュエル（英語版）（2007年産：2010年アッシュランドステークス、ハネムーンハンデキャップ（英語版）、サンクレメンテハンデキャップ（英語版）、デルマーオークス）[772][773]
- サウンドバリアー（2007年産：2010年フィリーズレビュー）[774][775]
- サラフィナ（2007年産：2010年サンタラリ賞、ディアヌ賞、2011年コリーダ賞（英語版）、サンクルー大賞、フォア賞）[776][777]
- ドバウィハイツ（2007年産：2011年ウィルシャーハンデキャップ（英語版）、ゲイムリーステークス、イエローリボンステークス）[778][779]
- ベイトゥベイ（2007年産：2009年ナタルマステークス、2011年ナッソーステークス (カナダ)（英語版））[780][781]
- マイジェン（2007年産：2010年ギャラントブルームハンデキャップ（英語版））[782][783]
- ジョイフルビクトリー（英語版）（2008年産：2011年ハニービーステークス（英語版）、ファンタジーステークス (アメリカ)（英語版）、2013年サンタマルガリータインビテーショナルハンデキャップ）[784][785]
- コンテスティッド（2009年産：2012年エイトベルズステークス（英語版）、エイコーンステークス、テストステークス）[786][787]
- レディオブフィフティ（2009年産：2012年バヤコアハンデキャップ（英語版）、2013年クレメント・L・ハーシュステークス）[788][789]
- ライトハウスベイ（英語版）（2010年産：2013年プライオレスステークス）[790][791]
- キトゥンズダンプリングス（2010年産：2013年リグレットステークス（英語版）、レイクジョージステークス（英語版）、クイーンエリザベス2世チャレンジカップステークス）[792][793]
- プリンセスオブシルマー（2010年産：2013年ケンタッキーオークス、CCAオークス、アラバマステークス、ベルデイムステークス）[794][795]
- カラライナ（2012年産：2015年エイコーンステークス、CCAオークス、2016年ラトロワンヌステークス、シュヴィーハンデキャップ）[796][797]
- ラクレソニエール（2013年産：2016年プール・デッセ・デ・プーリッシュ、ディアヌ賞）[798][799]
- グランドグローリー（2016年産：2020年フロール賞（英語版）、2021年ヴィシー大賞典（英語版）、ジャンロマネ賞、2022年アレフランス賞（英語版））[800][801]
- シャンペルゼリーゼ（2017年産：2020年フェアリーブリッジステークス（英語版）、メイトロンステークス）[802][803]

### 功労馬
- ローエングリン（1999年産）
- パーソナルレジェンド（2000年産）
- ダンスインザムード（2001年産）
- アサクサキングス（2004年産）[804]
- クィーンスプマンテ（2004年産）
- ダイワスカーレット（2004年産）
- キャプテントゥーレ（2005年産）[805]
- グレープブランデー（2008年産）

### 過去の繁殖牝馬

#### 社台ファーム生産馬
- グローブターフ（1966年産）
- ダイナマイン（1980年産）
- ダイナアクトレス（1983年産）
- スカーレットリボン（1985年産）
- カッティングエッジ（1986年産）
- メインキャスター（1986年産）
- ニフティニース（1987年産）
- スカーレットブーケ（1988年産）
- エリザベスローズ（1989年産）
- ディスコホール（1989年産）
- アイリッシュダンス（1990年産）
- スターバレリーナ（1990年産）
- シャイニンレーサー（1991年産）
- メローフルーツ（1991年産）
- サイレントハピネス（1992年産）
- ダンスパートナー（1992年産）
- ファッションショー（1992年産）
- プライムステージ（1992年産）
- センターライジング（1993年産）
- エアウイングス（1994年産）
- オレンジピール（1994年産）
- エアデジャヴー（1995年産）
- マルカコマチ（1995年産）
- エアザイオン（1996年産）
- サンデーピクニック（1996年産）
- スティンガー（1996年産）
- ビハインドザマスク（1996年産）
- マルカキャンディ（1996年産）
- エアトゥーレ（1997年産）
- グランパドドゥ（1997年産）
- マニックサンデー（1997年産）
- ダイヤモンドビコー（1998年産）
- ダイワルージュ（1998年産）
- シャイニンルビー（1999年産）
- ヘルスウォール（1999年産）
- アイーンベル（2001年産）[806][807]
- アグネスラズベリ（2001年産）
- ダンスインザムード（2001年産）
- ムーヴオブサンデー（2001年産）
- エアメサイア（2002年産）
- ラピッドオレンジ（2003年産）
- アルティマトゥーレ（2004年産）
- アイアムカミノマゴ（2006年産）
- エイブルインレース（2006年産）
- レッドディザイア（2006年産）
- ワンカラット（2006年産）
- サンテミリオン (2007年産）
- ヴァインバッハ（2008年産）
- オメガハートランド（2009年産）
- オメガハートロック（2011年産）
- ナックビーナス（2013年産）

#### 社台ファーム以外の生産馬
括弧内は重賞（太字はGI）の勝ち鞍
- ミスヤマト（繁殖名ブラックターキン）（1954年産）[808][809]
- クリアアンバー（1967年産）[810][811]
- スカーレットインク（1971年産）[812][813]
- ペルースポート（1972年産）[814][815]
- サワーオレンジ（1973年産）[816][817]
- ジュウジアロー（1977年産：1980年牝馬東京タイムズ杯、1981年新潟大賞典、毎日王冠、1982年京王杯オータムハンデキャップ、カブトヤマ記念）[818][819]
- バブルカンパニー（1977年産）[820][821]
- ヴァインゴールド（1979年産）
- シャダイアイバー（1979年産：1982年優駿牝馬）[822][823]
- レガシーオブストレングス（1982年産）[824][825]
- ダンシングキイ（1983年産）[826][827]
- アイドリームドアドリーム（1987年産）[828][829]
- アグネスフローラ（1987年産：1990年桜花賞）[830][831]
- スキーパラダイス（1990年産：1993年サンドリンガム賞（英語版）、アスタルテ賞、1994年京王杯スプリングカップ、ムーラン・ド・ロンシャン賞）[832][833]
- ホッカイセレス（1990年産：1994年中山牝馬ステークス、府中牝馬ステークス）[834][835]
- アドマイス（1992年産：1996年オークツリーターフチャンピオンシップ）[836][837]
- カーリング（1992年産：1994年レゼルヴォワール賞（英語版）、1995年ディアヌ賞、ヴェルメイユ賞、1996年ゴントービロン賞（英語版））[838][839]
- ヒシナタリー（1993年産：1996年フラワーカップ、小倉記念、ローズステークス、阪神牝馬特別）[840][841]
- ファビラスラフイン（1993年産：1996年ニュージーランドトロフィー4歳ステークス、秋華賞）[842][843]
- プリンセスオリビア（1995年産）[844][845]
- レッドチリペッパー（1996年産：1999年富士ステークス、2000年中山牝馬ステークス）[846][847]
- メイボール（1997年産：2002年モーリス・ド・ゲスト賞）[848][849]
- グラッブユアハート（2000年産：2004年スパーキングレディーカップ、2005年白山大賞典、クイーン賞、2006年TCK女王盃、マリーンカップ）[850][851]
- ピンクカメオ（2004年産：2007年NHKマイルカップ）[852][853]
- サプレザ（2005年産：2009年サンチャリオットステークス、2010年パン賞（英語版）、サンチャリオットステークス、2011年パレロワイヤル賞（英語版）、サンチャリオットステークス）[854][855]
- ザッハーマイン（2005年産：2010年TCKディスタフ、東京シンデレラマイル、2011年川崎マイラーズ、しらさぎ賞）
- シリアスアティテュード（2006年産：2008年チェヴァリーパークステークス、2009年サマーステークス (イギリス)（英語版）、2010年ニアークティックステークス）[856][857]
- デインドリーム（2008年産：2011年オークスドイタリア、ベルリン大賞、バーデン大賞、2011年凱旋門賞、2012年バーディシェンウンターネーメン大賞（英語版）、キングジョージ6世&クイーンエリザベスステークス、バーデン大賞）[858][859]
- アヴニールセルタン（2011年産：2014年プール・デッセ・デ・プーリッシュ、ディアヌ賞、ノネット賞（英語版））[860][861]